# 青函連絡船

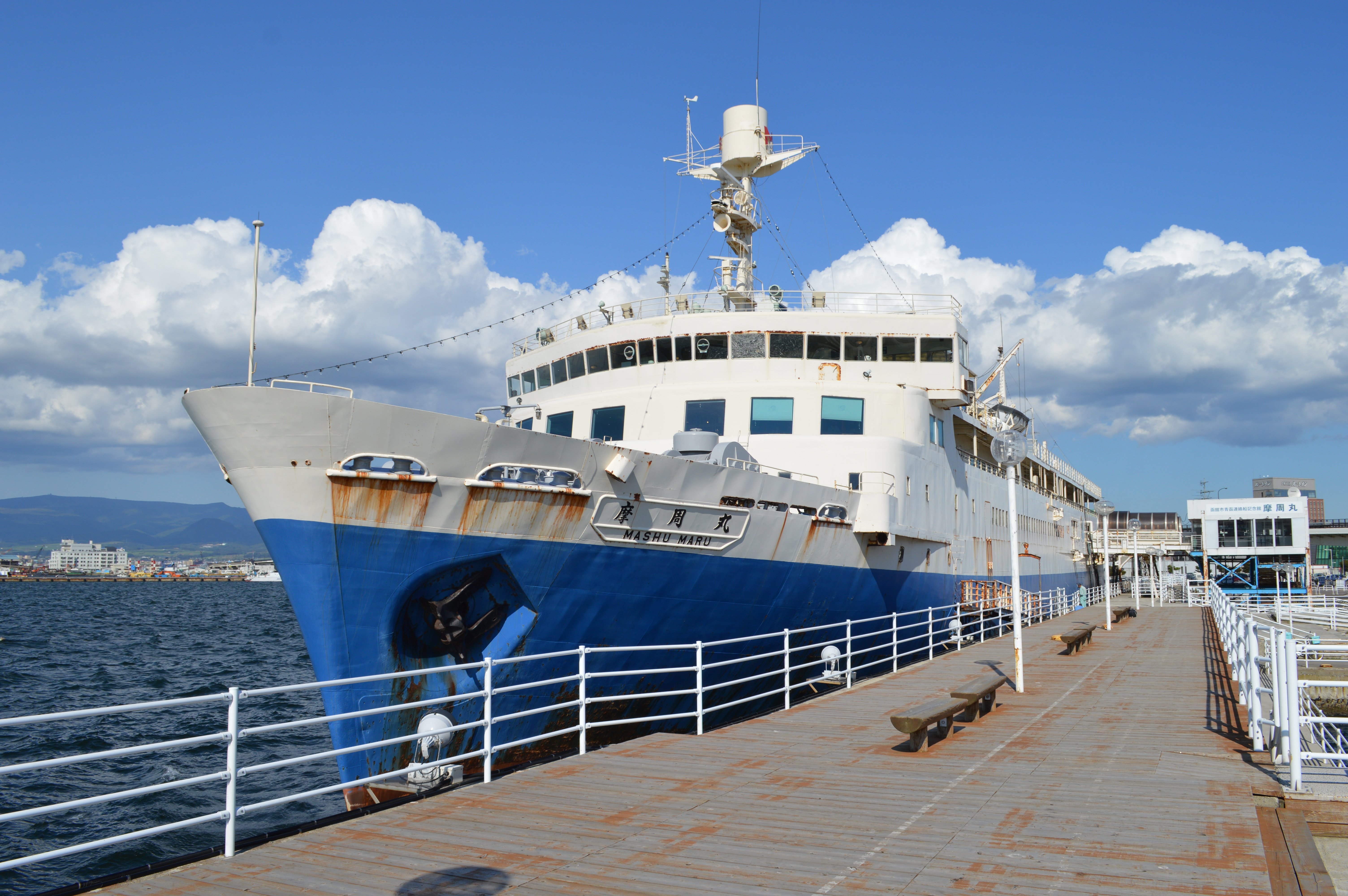
旧函館桟橋の保存船「摩周丸」

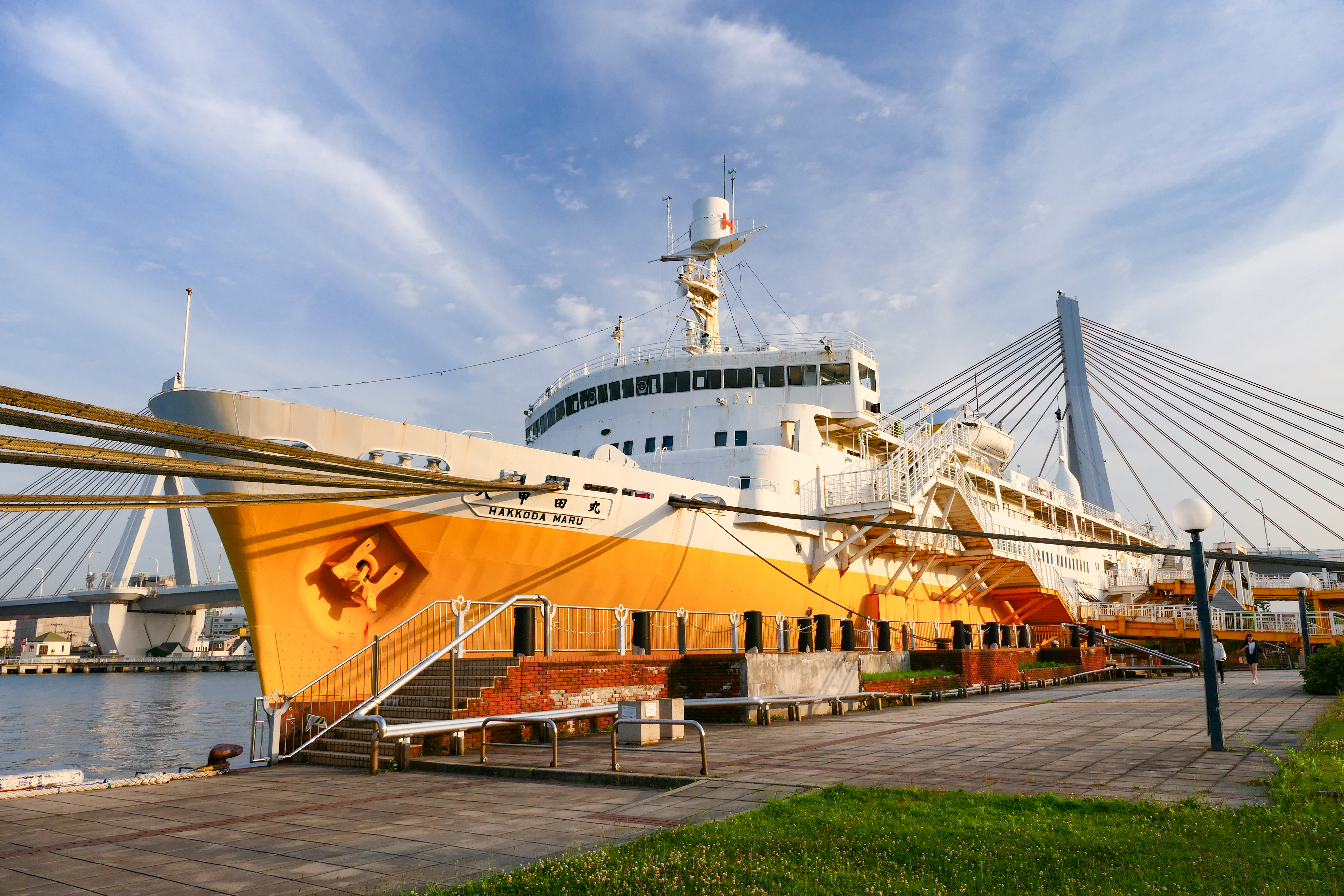
旧青森桟橋の保存船「八甲田丸」

青函連絡船（せいかんれんらくせん）は、本州の幹線鉄道の北端の青森駅と北海道の幹線鉄道の南端に位置する函館駅間の連絡航路で、鉄道国有化後の国営の国鉄、戦後の公共事業体の国鉄ならびに民営化後の北海道旅客鉄道（JR北海道）により、運航された鉄道連絡船である。航路長は61海里、営業キロ上の距離は113.0 km、貨物営業キロ程300 kmであった。陸岸から最も離れる津軽海峡中央部でも20海里以内のため、就航船の航行資格は沿海区域であった。
国鉄・JR以外の組織が青森港 - 函館港間に運航する航路は「津軽海峡フェリー」「青函フェリー」を、帝国鉄道庁（国鉄）による連絡船就航以前の沿革については「青函航路」を参照。

## 概要

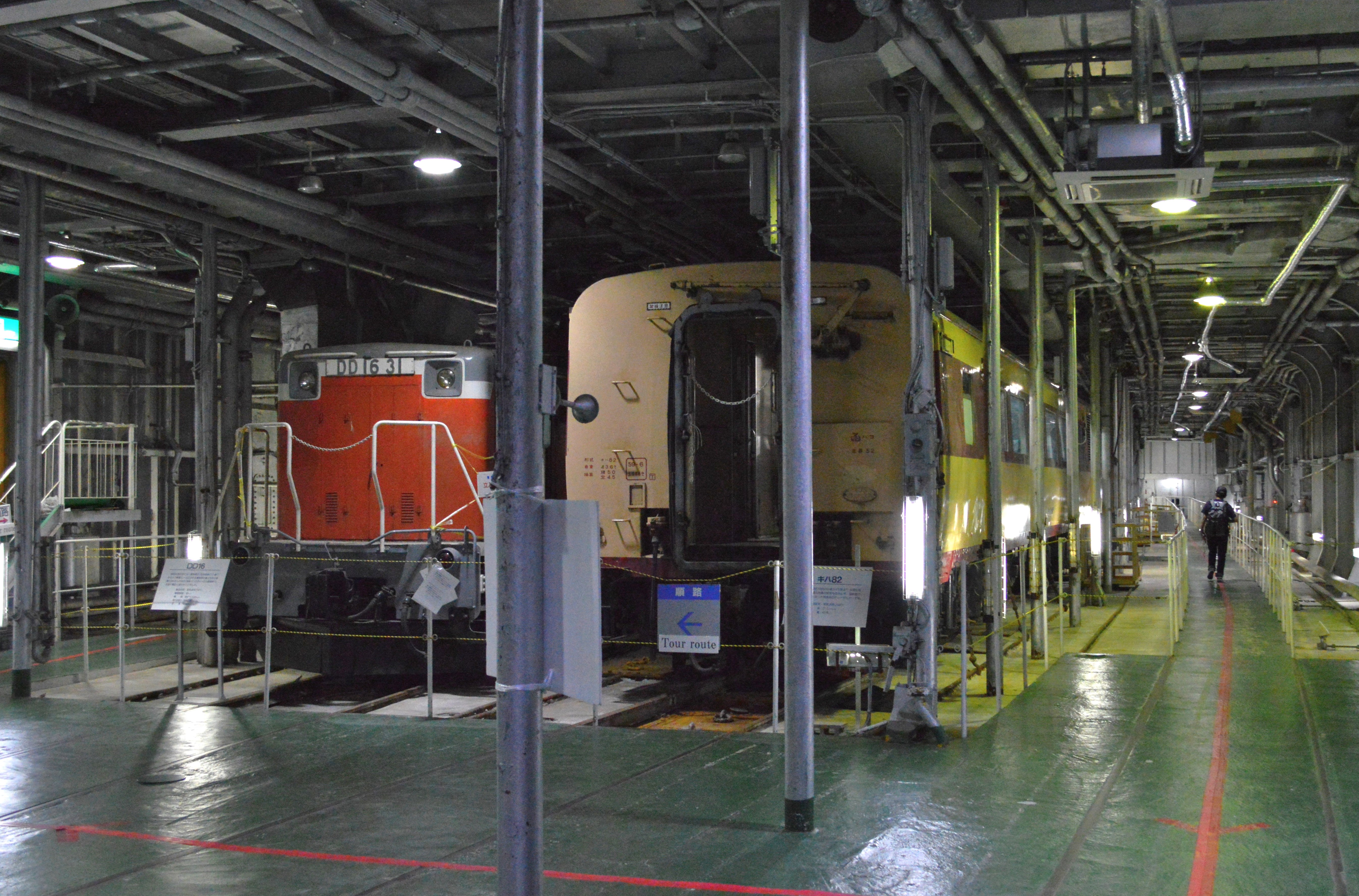
車両甲板
（青函連絡船メモリアルシップ八甲田丸展示）

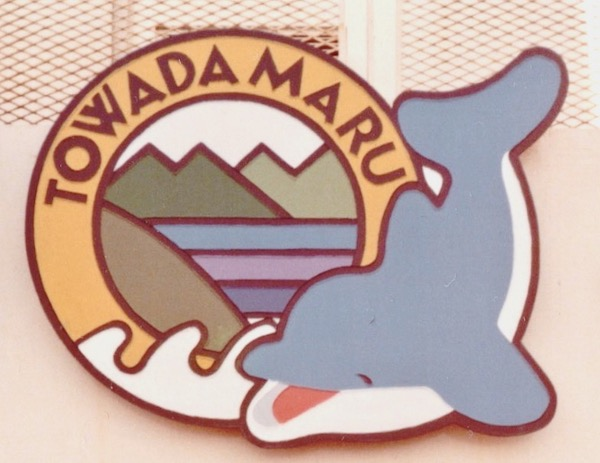
十和田丸（二代目）のシンボルマーク

日本鉄道上野 - 青森間の鉄道開業に伴い青森-函館間はすでに運航している船舶が接続を図ることとしていたが、当時運航していた船舶会社が立場の違いから鉄道との一体して運航できるよう配船をしなかったため、鉄道会社側で独自の航送を行う機運が高まったのが開設のきっかけである。
イギリスで建造された当時最新鋭の蒸気タービン船 比羅夫丸型2隻を擁して、国鉄直営航路として1908年（明治41年）に開設されて以来、本州と北海道の鉄道を連絡する基幹ルートとして、客貨双方の輸送を担って来た。1925年（大正14年）には、日本初となる大型車載客船 翔鳳丸型4隻による 鉄道車両航送を開始し、貨物輸送効率の画期的な向上を達成した。
しかし太平洋戦争末期の1945年（昭和20年）夏の空襲と、1954年（昭和29年）秋の洞爺丸台風では、多くの尊い人命と連絡船を失い、そこからの復興に努めながら、その後の日本の高度経済成長を支える大動脈として、当時の最先端技術を駆使した連絡船を多数就航させた。1972年（昭和47年）には、1日最大30往復もの運航をする最盛期を迎えたが、この頃から開設され始めた長距離フェリー航路の影響、大型ジェット旅客機の国内線への投入等による航空運賃の相対的低下、1973年（昭和48年）秋の第1次オイルショックに続く景気低迷、さらには、度重なる労働争議による「国鉄離れ」もあって、1970年代後半（昭和50年代）以降は、客貨ともその輸送量を急激に減らし、減船、減便を余儀なくされながらも、1988年（昭和63年）3月13日の青函トンネル開業まで、この基幹ルート維持の使命を全うした。
運航区間は全期間を通して、青森と函館間であったが、1944年（昭和19年）から1984年（昭和59年）までは函館港内有川埠頭の貨物専用岸壁も使用された。また、青森側でも、1946年（昭和21年）から1948年（昭和23年）にかけての短期間、夏泊半島東側の小湊にLST改装貨車渡船用の桟橋を急造し、上記の有川埠頭との間にLST改装貨車渡船航路が開設されていたことがあった。また、夏期を中心とした連絡船による航路外の港への周遊運航は、1926年（大正15年）以来、 終航まで、1936年（昭和11年）から1947年（昭和22年）の輸送力不足と戦争、混乱の時代を除いて度々実施された。

### 桟橋

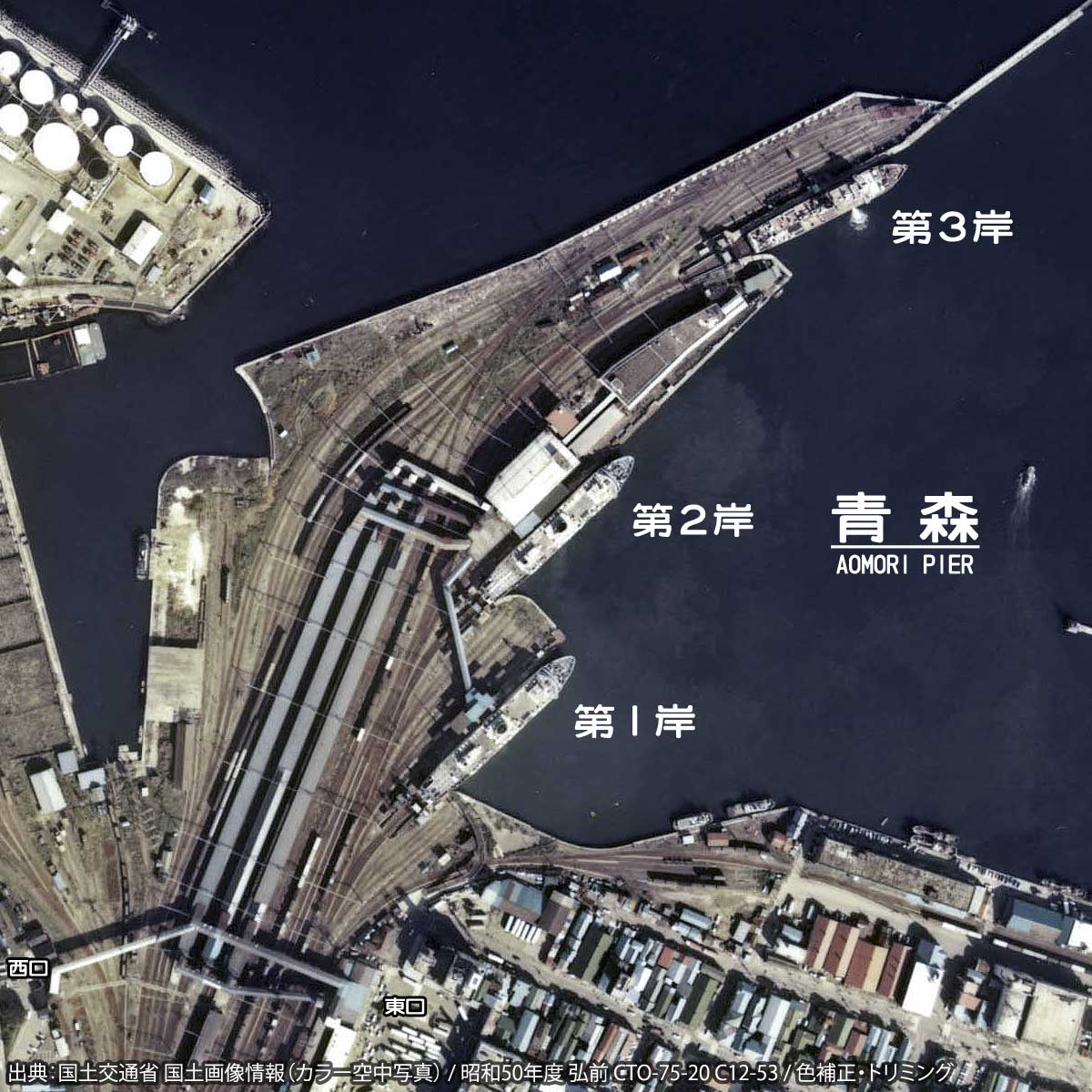
青森桟橋の航空写真（1975年）。車両航送開始以前に、ハシケを着岸させていた第2船入澗は、第1岸壁前水面の東側半分付近に位置した。駅西側の入江が貨物ハシケ用の第1船入澗で、かつて車運丸用可動橋も設置されていた。入江内北側の弧を描く岸壁線は昔の防波堤である。青森第1岸壁は長さ137m、第2岸壁は284m、第3岸壁は165mであった。第3岸壁建設以前は、当時の第2岸壁北端付近から西防波堤が東へ延びていた。画面右端にわずかに見えるのが旧北防波堤西端であるが、1982年3月の全長の長い石狩丸型改造客載車両渡船の第1岸壁使用開始に先立ち、操船海面確保のため西端から30ｍが撤去され、現在は残存部の南側が埋め立てられて公園になっている。なおこの写真で第1岸壁停泊中の津軽丸型連絡船船尾右舷へ、乗用車積載用斜路が伸びているが、この斜路は途中で東方へ向かう臨港線も跨いでいる。第2岸壁停泊船も津軽丸型で、第3岸壁停泊船は旧型ディーゼル船の檜山丸型である。また第2岸壁先端付近に綱取り艇、第1岸壁向かいの安方岸壁には補助汽船が停泊している。
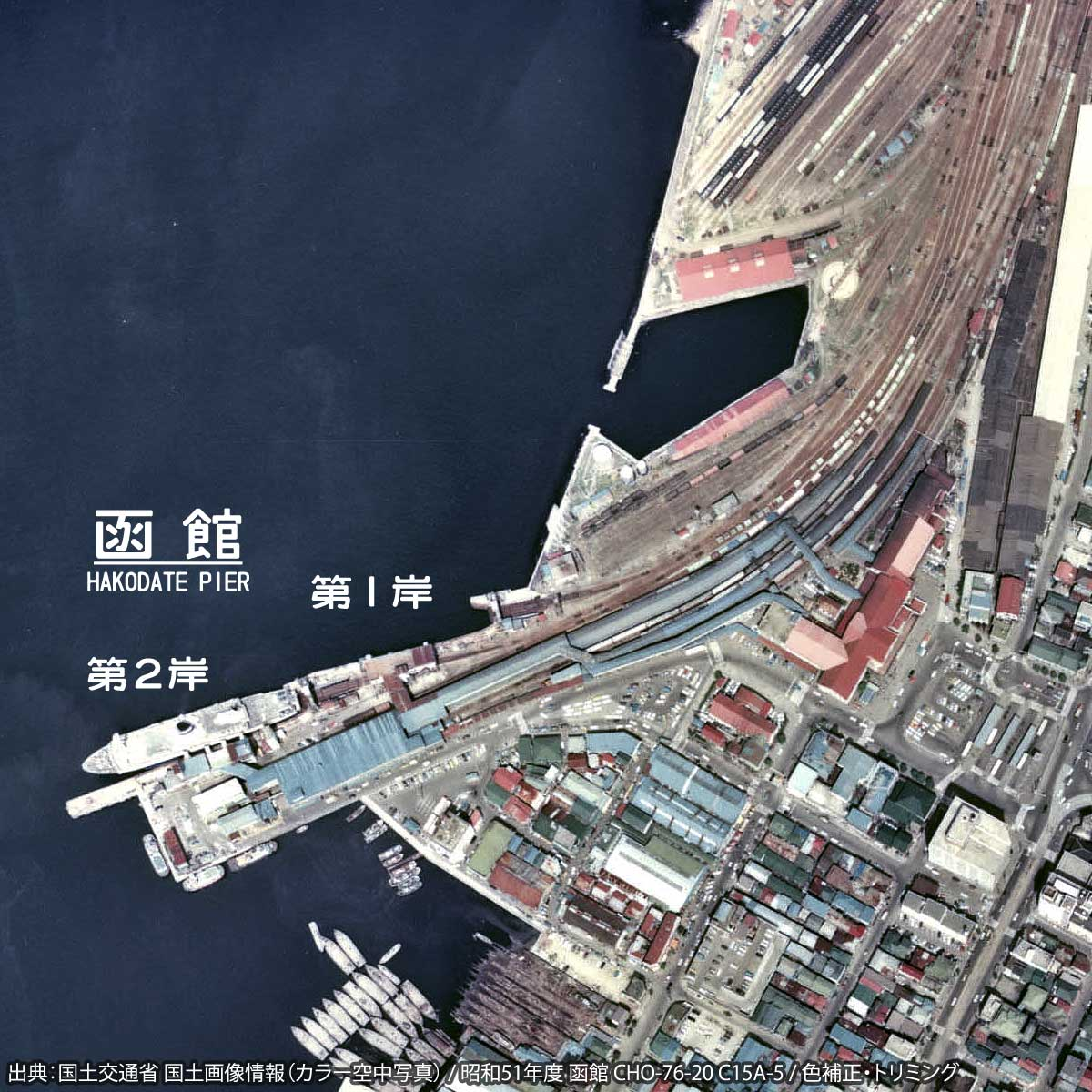
函館桟橋の航空写真（1976年）。若松埠頭北側の入江が第1船入澗で、その防波堤と北側岸壁が、国営航路開設時の駅裏の防波堤であった。ここの東側岸壁の線が開設時の海岸線であった。この北側には、第2船入澗、車運丸用可動橋が設置されていた第3船入澗もあったが、既に埋め立てられ函館運転所となっていた。木造桟橋は函館第1岸壁可動橋付近から342m西方へ延び、若松埠頭先端に並ぶ位置まで達していた。第1岸壁の長さは125mで、第2岸壁は建設当初は108mと短く、1959年に40m延長して148mとなった。この写真では埠頭先端から突出したこの延長部分が確認できる。その後1982年に更に17m延長して165mとなった。なお第2岸壁停泊船は津軽丸型で、若松埠頭南面と西面には補助汽船や綱取り艇が停泊している。1924年10月に連絡船待合所1階に建設された1面2線の函館桟橋駅ホームは、1976年当時の函館駅3・4番線ホームの南西側約半分に相当し、写真の桟橋待合所から同ホームの真上を通って駅本屋へ向かう通路が同ホームから南東に外れるあたりまでの長さであった。一方、1924年10月当時の函館駅ホームは、1976年当時の函館駅1・2番線ホームの本屋跨線橋から北東側のみの1面2線で、この函館桟橋駅と函館駅の両ホームが複線で直列に繋がり、途中に両渡り線を設置していたが、線路容量増大のため、1930年11月、函館桟橋駅ホームを本屋跨線橋まで延長して函館駅3・4番線とし、従来からの1・2番線と並列配置にして2面4線とした。
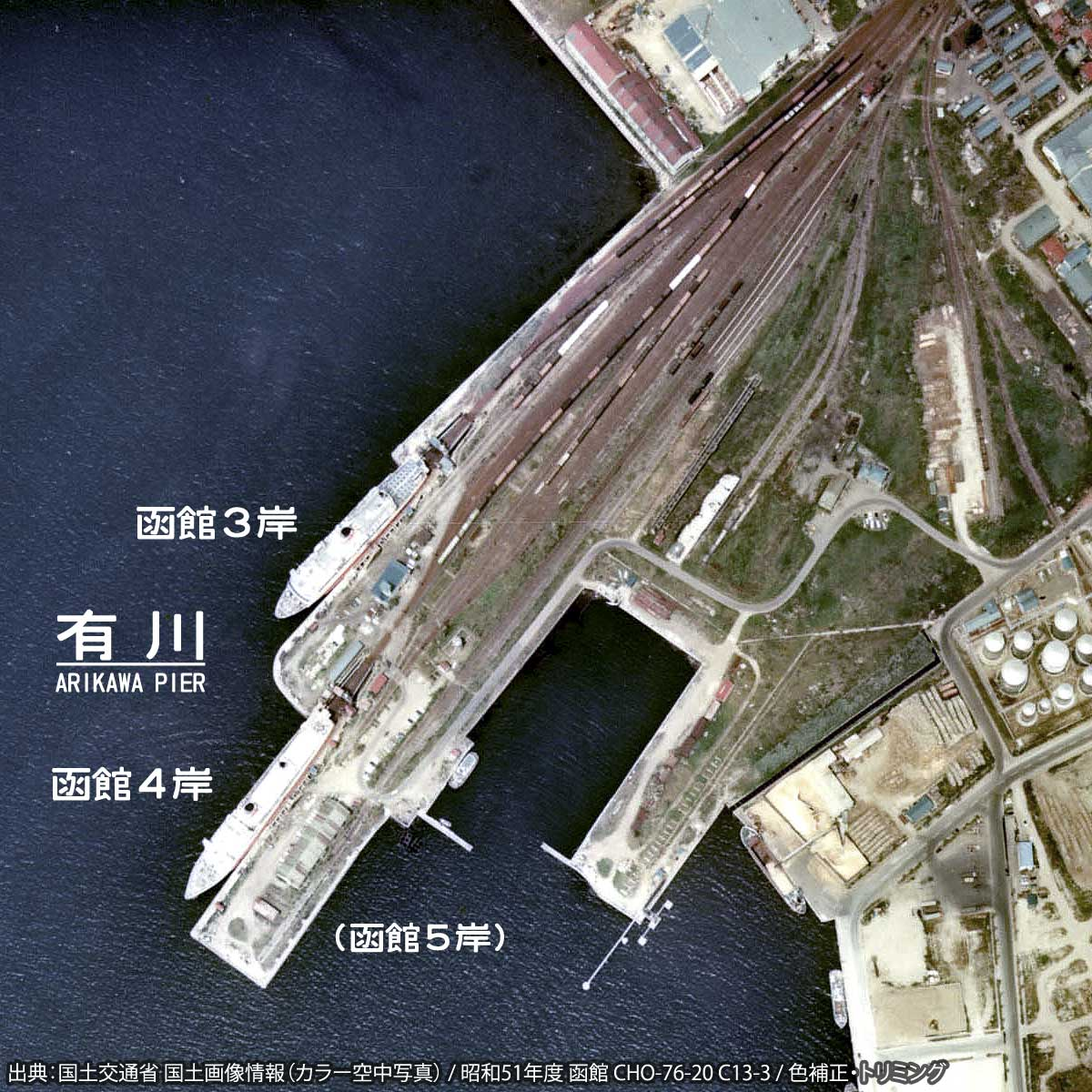
有川桟橋の航空写真（1976年）。函館第3岸壁、第4岸壁はともに長さ170mであった。第3岸壁には津軽丸型が、第4岸壁には渡島丸型が停泊し、第5岸壁北の船入澗には補助汽船と綱取り艇が停泊している。

1908年（明治41年）3月7日の開設当初は、青森、函館とも連絡船が着岸できる岸壁はなく、沖繋りで、旅客、貨物は小蒸気船やハシケを用いて乗下船、荷役が行われた。
青森桟橋
開設当初は連絡船着岸岸壁はなく、連絡船は数百メートル沖に錨泊し、小蒸気船やハシケが、後に建設される、最も南側に位置した車載客船・車両渡船岸壁（建設当初は第2岸壁、戦後は第1岸壁と呼ばれた）の向かい側付近にあった第2船入澗に着岸していた。ここは青森駅至近のため、1898年（明治31年）、当時青函航路を経営していた日本郵船と、青森に至る鉄道を経営していた日本鉄道が共同で築造したもので、国鉄連絡船開設当初も日本郵船と共用で、国鉄は西と南側の岸壁を使用した。しかしここだけでは狭いため、1908年（明治41年）5月、青森駅西側の駅裏に貨物専用のハシケ岸壁として第1船入澗も完成させ、ハシケ岸壁の客貨分離を行った。1910年（明治43年）には第2船入澗南側に食堂併設の連絡船待合所を設けた。1914年（大正3年）12月30日に開始された鉄道車両ハシケ車運丸による車両航送用の桟橋は、この第1船入澗内に木製門構えに鋼製桁を用いて建設された。1921年（大正10年）1月、西防波堤の一部完成を受け、防波堤内に係船浮標を設置し、比羅夫丸型で運航される客便の1便・2便に限りここに係留した。1923年（大正12年）12月15日からは、一部完成した車載客船・車両渡船岸壁（南側から2番目、建設当初は第1岸壁、戦後は第2岸壁と呼ばれた）を先行使用する形でようやく直接着岸可能となった。
上記の岸壁は1924年（大正13年）3月31日竣工した後、引き続き車載客船・車両渡船の船尾部を係留するポケット部分と可動橋設置工事が行われ、1925年（大正14年）4月25日竣工し、青森駅の航送線完成を待って、同年5月21日から試験車両航送が開始された。さらに同年7月17日の本州以南の自動連結器への一斉交換作業完了により、北海道内外の車両の連結器が統一され、相互運行が可能となり、同年8月1日から車両航送が正式に開始された。
桟橋待合所は、この岸壁上に1923年（大正12年）11月19日に着工され、1924年（大正13年）11月18日竣工使用開始、これにより青森駅プラットホームから階段と跨線橋を通って乗船可能となった。
しかし、函館の2岸壁に対し、青森側1岸壁では容量不足のため、1926年（大正15年）9月、この岸壁の南側、第2船入澗の入江を更に南西に掘り込む形で岸壁増設工事が始まり、 1928年（昭和3年）8月11日に岸壁工事が、9月20日には可動橋が竣工し、同年10月から使用開始された。これが青森第2岸壁で、戦後は第1岸壁と呼称された最も南側の岸壁である。この対岸の安方岸壁は補助汽船岸壁として使用された。なお、この第2岸壁への手荷物昇降機設置遅れのため、恒常的な旅客扱い便の発着は1929年（昭和4年）からとなった。
1936年（昭和11年）以降、貨物輸送量が急増し、1937年（昭和12年）の日中戦争勃発以降は毎年前年比120％前後の伸びを示し、1940年（昭和15年）の貨物輸送量は213万トンと、1936年（昭和11年）の110万トン弱の2倍に達し、更に増加を続けていた。このための、車両渡船増強による運航便数増加に対応するため、1940年（昭和15年）11月、第1岸壁北端から東方に延びていた西防波堤の外側に、埋め立てにより貨物専用の第3岸壁の建設工事が開始され、1944年（昭和19年）3月完成。その後、西防波堤を撤去して同年5月1日から昼間のみ使用開始し、7月20日から昼夜の使用開始となった。なお、この時期に完成した当第3岸壁、ならびに函館有川の各岸壁には、船体傾斜にスムーズに追従できる柔構造の補助桁を組み込んだ新型可動橋が設置された。しかし1945年（昭和20年）7月の空襲で、その可動橋も大破、使用不能となり、終戦後の1946年（昭和21年）3月末から6月末まで、後述のLST改装貨車渡船の青森側専用桟橋になったこともあったが、1946年（昭和21年）11月には修復工事完了した。
この3岸壁体制は、その後1988年（昭和63年）3月の終航まで続いたが、戦後は南側から順に、第1、第2、第3岸壁と呼ばれ、第1岸壁と第2岸壁には旅客乗降設備があり、北端の第3岸壁は貨物便専用であった。
さらに津軽丸（2代）型によって、1967年（昭和42年）6月1日開始された乗用車航送に対応するため、第1岸壁船尾右舷の副岸から、津軽丸型の遊歩甲板に至る乗用車乗降用斜路が設置された。しかし当初、この斜路入口付近に青森駅から東へ向かう臨港線を渡る踏切があったため、1970年（昭和45年）1月19日、この部分の車路を高架化して踏切を解消した。さらに1982年（昭和57年）4月1日開始の 石狩丸（3代）型 による乗用車航送のため、同じく第1岸壁船尾右舷副岸に、津軽丸型用の斜路の船首側に隣接して石狩丸型の船楼甲板舷門に至る斜路も設置された。
函館桟橋
函館側も開設当初は連絡船着岸岸壁はなく、連絡船は数百メートル沖合に錨泊し、小蒸気船やハシケに乗換える必要があった。函館駅裏の海岸には、後に第1船入澗の北側護岸となる防波堤が1905年（明治38年）完成し、これに守られた小桟橋があり、小蒸気船やハシケはここに着岸した。
1910年（明治43年）12月15日、その後の若松埠頭の基部から西方に342m突き出したT字型の木造桟橋を建設し、先端部即ち西面に連絡船が1隻着岸できるようにした、さらに1914年（大正3年）2月26日には桟橋および通路を拡張し、桟橋北側を浚渫して、北面にも1隻着岸できるようにした。1913年（大正2年）5月の函館大火で駅本屋が類焼したのを機に、1914年（大正3年）12月25日には連絡船待合所を桟橋先端付近に新設、翌1915年（大正4年）6月16日には、この桟橋上まで鉄道を延長し、函館桟橋乗降場が開業、船車連絡時間の画期的短縮が図られた。また1914年（大正3年）12月就航の鉄道車両ハシケ車運丸用桟橋が、木造桟橋の北で、後に第3船入澗となる海岸に木製門構えに鋼製桁を用いて建設された。
木造桟橋完成後も、貨物の荷役にはハシケが使用され、1915年（大正4年）には駅裏の防波堤周囲を埋め立てて第1船入澗が築造され、小蒸気船やハシケはここに着岸し、中継貨物ホームも建設された。さらに、第1次世界大戦（1914年～1918年）による船腹不足は、海運貨物の鉄道への転移を招き、青函航路も増大する貨物需要に対応しきれず、混乱状態に陥った。1921年（大正10年）には第1船入澗の北側に第2船入澗、第3船入澗が相次いで築造され、第3船入澗には車運丸用の可動橋が設置されていたが、これは車運丸終航後、1927年（昭和2年）7月11日から終戦まで函館ドックへの貨車ハシケ桟橋として使用された。
この貨物輸送混乱が契機となって、青函航路の車両航送が開始されたが、このための車両渡船用岸壁を2バース持つ若松埠頭が木造桟橋のすぐ南側に建設された。この埠頭建設にあたり、1924年（大正13年）4月25日より木造桟橋西面バースを使用停止し撤去開始。一部客貨便を沖繋りに戻し、同年5月1日には桟橋乗降場への列車運転も停止。同年10月1日には若松埠頭先端部の岸壁（当時は第1岸壁と呼称、1945年（昭和20年）6月以降は第2岸壁と呼称）が一部竣工し使用開始、これに伴い同日木造桟橋は廃止された。同年10月4日には若松埠頭上に建設された鉄筋コンクリート3階建ての連絡船待合所1階に完成した1面2線の新しい函館桟橋駅も使用開始した。翌1925年（大正14年）5月20日には、同岸壁の可動橋が竣工したため、同年5月21日より翔鳳丸型による試験車両航送が開始され、同年8月1日から正式に車両航送が開始された。また同年6月1日からは手前側の岸壁（当時は第2岸壁と呼称、1945年（昭和20年）6月以降は第1岸壁と呼称）の使用も開始されたが、可動橋使用は同年9月5日からで、同年10月14日を以って若松埠頭築造工事は完了した。
これら2岸壁はともに旅客乗降設備を備えていた。さらに津軽丸（2代）型によって1967年（昭和42年）6月1日開始された乗用車航送に対応するため、第2岸壁左舷船尾岸壁に乗用車を津軽丸型の遊歩甲板まで上昇させるエレベーターが設置された。さらに1982年（昭和57年）4月1日開始の 石狩丸（3代）型 による乗用車航送のため、同じく第2岸壁左舷船尾岸壁に、津軽丸型用のエレベーターのすぐ船首側に隣接して石狩丸型の船楼甲板までのエレベーターが設置された。
有川桟橋（函館桟橋有川支所）
青森第3岸壁と同じ理由で、1941年（昭和16年）4月、若松埠頭の約3 km北の港口近くを埋め立てる有川埠頭建設工事に着手、 1944年（昭和19年）1月3日には埠頭基部の有川第1岸壁が、1944年（昭和19年）11月17日には先端側の有川第2岸壁が竣工した。翌1945年（昭和20年）5月にはそれぞれ、函館第3岸壁、函館第4岸壁へ呼称変更された。これに合わせ、有川桟橋と直結する五稜郭操車場新設工事が1942年（昭和17年）4月に着工され、1944年（昭和19年）9月に完成している。
しかし、太平洋戦争勃発と、その後のおびただしい商船の喪失により、北海道炭の本州への輸送の大部分を鉄道が担うことになり、青函航路の一層の増強が求められた。このため、有川埠頭では、第4岸壁の裏側に、従来とは逆の右舷着けの第5岸壁を建設する工事が続けられ、岸壁の本工事は完成したが、船尾部未完成で終戦を迎えた。
戦後、一向に回復しない青函航路の貨車航送能力に業を煮やした進駐軍は、1945年（昭和20年）12月24日、自ら貸与するLST（戦車揚陸艦）（排水量（計画満載）3,590トン）を速やかに貨車渡船に改装して就航させよ、との命令を下した。このため、無蓋貨車トム換算20両積載のLST　Q021、LST　Q022号のLST改装貨車渡船2隻を使用した貨車航送が1946年（昭和21年）3月31日から開始された。函館側はこの未完の第5岸壁がLST用岸壁として使用され、青森側は当初、空襲で可動橋が大破していた青森第3岸壁が使用されたが、7月1日以降は小湊に変更された。しかしLST　Q022号は翌1947年 1月末、平館海峡東岸、貝埼沖で座礁大破し、以後稼働することなく同年8月返還されたが、LST　Q021 はその後も稼働し、1948年（昭和23年）2月末返還された。
戦後も有川桟橋は函館第3岸壁、第4岸壁の2岸壁を擁し、貨物便専用桟橋として長らく青函航路の一角を担ってきたが、1970年代後半（昭和50年代前半）以降の国鉄貨物の急激な減少による貨物便の削減により、1984年（昭和59年）2月1日を以って廃止された。
小湊桟橋
北海道炭の鉄道輸送に対応するため、1943年（昭和18年）12月に着工された。東に突出する長さ128mの突堤の両側に車両渡船を停泊させる2岸壁構造の車両渡船桟橋と、その南に隣接して南側へ突出する機帆船用岸壁で、工事は遅々として進まず、終戦で以後工事は中断していた。戦後、1945年（昭和20年）12月末、上記進駐軍貸与のLST改装車両渡船の青森側桟橋に小湊が選ばれ、これに対応する桟橋設置工事が未完の車両渡船桟橋の北側で直ちに開始された。コンクリートケーソン2個を海岸から直角に沈埋してドルフィン代用とし、橋台もコンクリート製で、1946年（昭和21年）3月完成し、小湊駅からの小運転線利用で、1946年（昭和21年）7月1日から、運航開始された。しかし片道8時間もかかる上、給油のため往復8日もかけて横須賀まで戻らなければならないなど問題が多く、1948年（昭和23年）2月には運航休止となった。この間に本来の車両渡船桟橋や機帆船岸壁の工事も再開され、機帆船岸壁は青函航路補完の石炭・魚類・雑貨輸送の機帆船で一時活況を呈していた。また東北本線の小湊 - 清水川間には、小湊桟橋の航送貨車を扱う小湊操車場が、桟橋と同じ1943年（昭和18年）12月に着工されており、そこから桟橋に至る臨港線工事も含め、1948年（昭和23年）10月27日に竣工したが、翌1949年（昭和24年）からは撤去工事が開始された。この直前の1948年（昭和23年）10月10日、ほぼ完成した突堤南側の小湊桟橋第1岸壁では第六青函丸による着岸試験も行われたが、以後工事は見合わされ、本格的な車両航送は行われないまま、1949年（昭和24年）7月15日、桟橋は業務停止となった。設置された新型可動橋は撤去され、その補助桁は1952年（昭和27年）青森第2岸壁の可動橋改良のため転用された。
なおLST用桟橋跡と、ほぼ完成しながら放棄された車両渡船桟橋、機帆船桟橋は平内町大字東滝字浅所にあり、現在は漁港となっている。
代行貨物輸送等
1949年（昭和24年）2月〜3月、岩手県内の山田線における、前年9月のアイオン台風被害により孤立した機関車と貨車を、宮古港から仮設可動橋により船積みし、青森まで十勝丸（初代）で航送した。5往復で機関車8両、貨車55両（資料によっては61両）。
1966年（昭和41年）8月、集中豪雨による東北本線、奥羽本線不通のため、空知丸（初代）による函館 - 川崎間貨車22両バラ積輸送、檜山丸（初代） 車両甲板に枕木を敷きつめ、青函間トラック輸送が行われた。
1967年（昭和42年）9月、室蘭本線の豊浦 - 洞爺間が集中豪雨で不通となったため、9月28日～10月11日は貨車バラ積み輸送。 10月12〜18日は室蘭港に未使用の橋梁を運び込んで仮設可動橋を設置し、青森との間で車両航送が行われた。使用船は檜山丸（初代）・空知丸（初代）。
これらのほかに、鉄道不通区間の代行やイベント運航（東京晴海埠頭〜函館、十和田丸 (2代)）として旅客のみの航路外輸送なども行った。
- 青森桟橋の航空写真（1975年）。車両航送開始以前に、ハシケを着岸させていた第2船入澗は、第1岸壁前水面の東側半分付近に位置した。駅西側の入江が貨物ハシケ用の第1船入澗で、かつて車運丸用可動橋も設置されていた[26]。入江内北側の弧を描く岸壁線は昔の防波堤である。青森第1岸壁は長さ137m、第2岸壁は284m、第3岸壁は165mであった[55]。第3岸壁建設以前は、当時の第2岸壁北端付近から西防波堤が東へ延びていた[56]。画面右端にわずかに見えるのが旧北防波堤西端であるが、1982年3月の全長の長い石狩丸型改造客載車両渡船の第1岸壁使用開始に先立ち、操船海面確保のため西端から30ｍが撤去され、現在は残存部の南側が埋め立てられて公園になっている。なおこの写真で第1岸壁停泊中の津軽丸型連絡船船尾右舷へ、乗用車積載用斜路が伸びているが、この斜路は途中で東方へ向かう臨港線も跨いでいる。第2岸壁停泊船も津軽丸型で、第3岸壁停泊船は旧型ディーゼル船の檜山丸型である。また第2岸壁先端付近に綱取り艇、第1岸壁向かいの安方岸壁には補助汽船が停泊している。
- 函館桟橋の航空写真（1976年）。若松埠頭北側の入江が第1船入澗で、その防波堤と北側岸壁が、国営航路開設時の駅裏の防波堤であった。ここの東側岸壁の線が開設時の海岸線であった。この北側には、第2船入澗、車運丸用可動橋が設置されていた第3船入澗もあったが[31]、既に埋め立てられ函館運転所となっていた。木造桟橋は函館第1岸壁可動橋付近から342m西方へ延び、若松埠頭先端に並ぶ位置まで達していた。第1岸壁の長さは125mで[57]、第2岸壁は建設当初は108mと短く、1959年に40m延長して148mとなった。この写真では埠頭先端から突出したこの延長部分が確認できる。その後1982年に更に17m延長して165mとなった[58]。なお第2岸壁停泊船は津軽丸型で、若松埠頭南面と西面には補助汽船や綱取り艇が停泊している。1924年10月に連絡船待合所1階に建設された1面2線の函館桟橋駅ホームは、1976年当時の函館駅3・4番線ホームの南西側約半分に相当し、写真の桟橋待合所から同ホームの真上を通って駅本屋へ向かう通路が同ホームから南東に外れるあたりまでの長さであった。一方、1924年10月当時の函館駅ホームは、1976年当時の函館駅1・2番線ホームの本屋跨線橋から北東側のみの1面2線で、この函館桟橋駅と函館駅の両ホームが複線で直列に繋がり、途中に両渡り線を設置していたが[59]、線路容量増大のため、1930年11月、函館桟橋駅ホームを本屋跨線橋まで延長して函館駅3・4番線とし、従来からの1・2番線と並列配置にして2面4線とした[60]。
- 有川桟橋の航空写真（1976年）。函館第3岸壁、第4岸壁はともに長さ170mであった[57]。第3岸壁には津軽丸型が、第4岸壁には渡島丸型が停泊し、第5岸壁北の船入澗には補助汽船と綱取り艇が停泊している。

国土交通省 国土地理院 地図・空中写真閲覧サービスの空中写真を基に作成

### 運賃・料金
運賃・料金はすべて廃止時のものである。普通運賃はこども半額で、それ以外の料金は大人子供同額。
- 普通運賃:2,000円
- 寝台料金:上下段とも2,400円
- グリーン席
  - 座席指定席:1,600円
  - 自由席:1,100円

なお、国鉄（JR）の鉄道・バス路線と航路とを乗り継ぐ場合には、それぞれ別々に運賃・料金を計算したが、航路を間に挟んで国鉄（JR）の鉄道路線を利用する場合、前後の鉄道路線の営業キロは通算し、そこに青函航路の運賃を加算する方法がとられていた。通過連絡運輸に準じた取扱いである。例えば東京から東北本線・青函航路・函館本線経由で札幌に行く場合、運賃は東北本線と函館本線の営業キロ数を通算した運賃と、青函航路の運賃の合計となった。
乗用車の航送は、車の長さが3mまでが9,700円、4mまでが12,900円、5mまでが16,200円、5mをこえ5.3mまでが21,100円で、航送料金には運転する人1名の運賃が含まれ、往復割引も設定されていた。航送申込の際には車検証を提示する必要があった。自動車以外は、自転車は700円、オートバイ・スクーターは125cc以下のものが1,100円、125ccをこえるものは2,200円だった。なお、いずれも乗船者の運賃別である。

## 旅客輸送と利用状況

### 最盛期
青函航路は、本州・北海道間の一般的な移動手段が鉄道だった1960年代までは、メインルートの一部を担っていた。青森発着の「はつかり」「みちのく」「白鳥」などの特別急行列車や特急「はくつる」、「ゆうづる」、急行「八甲田」、「十和田」などの夜行列車、函館発着の特急「おおぞら」、「北斗」、「北海」、「おおとり」、急行「宗谷」、「ニセコ」、「すずらん」などの優等列車や夜行普通列車は、青函連絡船との接続を重視したダイヤを組んでいた。青森と函館では深夜・早朝に発着する例（下記の1・2便接続）も見られたが、札幌での時間を有効に使えることから、利用率はかなり高かった。
なお、上野駅 - 青森駅を結ぶ寝台特急「ゆうづる」は、最盛期には7往復が設定され、岩手県内や青森県内での有効時間帯を重視したダイヤ以外に、電車寝台を使用した列車を中心として青函連絡船接続（3・4便）を意図したダイヤも組まれていた。列車番号に関しても、電車寝台を使用した1往復を除き2本ずつの続行運転を行っていたため、下り列車は先発列車が5000番台、続行列車が一桁もしくは二桁の列車番号が与えられていた（上り列車は逆となる）。各列車の列車番号と、接続する青函連絡船の便名は揃えられており、下りの1便接続を例にとると、本州側が「はつかり」の「1M」や白鳥の「4001M」など、北海道側が「おおぞら」の「1D」や「北海」の「11D」などとなっていた（同時間帯の上りはそれぞれが「2」となる）。
青函航路と接続列車との間には最短でも20分程度の乗り換え時間が取られていたが、列車が青森駅や函館駅に到着した際、あるいは連絡船がそれぞれの桟橋に着岸した際には、目指す船や列車の席（自由席）を確保しようとする乗客でプラットホームや跨線橋がごった返す様子もみられ、荷物を抱えた乗客が競って駆け出すことから「桟橋マラソン」と呼ばれる光景を見せていた。ときには接続する連絡船が定員を超えて乗船できない「積み残し」が起こることもあった。
なお、鉄道の座席指定券の発売は乗車1か月前（1980年（昭和55年）9月までは7日前）からが原則であるが、青函連絡の乗客の座席を最優先に確保するため、本州・北海道の指定券を乗継割引で購入する場合は、指定券は1980年（昭和55年）9月までは8日前から、同年10月以降は1か月1日前からそれぞれ発売された。1か月1日前発売（1980年（昭和55年）9月までは8日前）となる列車は指定されており、函館発は全ての列車が対象になっていたのに対し、青森発の列車は「はつかり」（1980年（昭和55年）9月までは全列車、同年10月以降は2号のみ）、「みちのく」、「白鳥」、「しらゆき」、「いなほ4号」（8日前発売は1980年（昭和55年）9月まで、同年10月以降は1か月前発売）のみが対象となった。国鉄・JRの規則では、航路の乗船券の名称も「乗車券」だった。
多数の乗客を安定的に輸送するため、本航路では、青森駅・函館駅での接続列車の指定券を持つ乗客を最優先に乗船させる施策をとった。航路廃止時（1988年（昭和63年）3月13日）には、函館と札幌方面を結ぶ函館本線の特急「北斗」には、青函航路連絡の乗客の乗車を確実なものとするために全車指定席の便が1往復設定されていた。次に優先されたのは優等列車の乗客で、青森、函館着の特急列車・急行列車の車内では、優等列車からの乗継を区別するため、「特」の文字や赤い線が印刷された乗船名簿を配布する方法が用いられた。

### 末期の状況
本州・北海道を結ぶ動脈の役割を担った青函連絡船は、貨物が1971年（昭和46年）に855万3033トン、旅客が1973年（昭和48年）に利用者498万5695人を数え、それぞれピークを迎えたが、航空機とフェリーの利用の増加、国鉄の鉄道利用客（旅客と荷主）の減少などの要因により、1974年（昭和49年）以後は利用が減少傾向に転じた。
1976年（昭和51年）には利用者数が400万人台を割り、1977年（昭和52年）は314万人と急減したため、1978年（昭和53年）にはグリーン自由席（124席）の約1/3のスペースを転用して「サロン海峡」という名の喫茶室、麻雀ができる娯楽室を設置。接客設備の改善とイメージアップを図ったが減少に歯止めはかからなかった。
「国鉄離れ」の加速で末期には閑散としていた。末期でも、青森ねぶた、函館港まつりの行われる旧盆、弘前・函館の観桜と時期が一致するゴールデンウィーク、年末年始などの最多客期には超満員となり、臨時便（臨時客扱）の運航や、乗船名簿に便名、または出航時刻をスタンプで押印した乗船名簿を配布する措置がとられることがあったが、通常期の利用状況は悪かった。
利用客数は最末期で年間に約200万人だった。しかし廃止が決定されてからの1年間は260万人に利用客が増えた。その多くが青函連絡船に別れを惜しんでやってきた者たちであり、それまで一度も連絡船に乗ったことのない者までが、「お別れ乗船」のために全国から訪れた。普段であれば冬季間は閑散としていたが、1988年（昭和63年）1月から3月の土日には、臨時客扱（臨時便）を行うほどの活況を呈した。

### 青函トンネル開通・青函連絡船の終焉とその後
1988年（昭和63年）3月13日の青函トンネルの開通に伴い、同日をもって青函航路の通常運航が終了し、青森 - 函館間の連絡は青函トンネルにゆだねられた。
その後、青函トンネル開通記念博覧会と世界・食の祭典に合わせて同年6月3日から9月18日まで「羊蹄丸」「十和田丸」を用い昼間1日2往復の暫定運航（復活運航）を行うとともに、夜間には函館港に羊蹄丸と青森港に十和田丸を停泊させホテルシップ営業を行った。この期間には通常営業時は入ることができなかった操舵室や車両甲板が乗組員の案内で見学でき、航海中の船尾扉開放も見られた。暫定運航が終了した翌9月19日付で青函連絡船は正式に廃止となった。
廃止後30年以上が経過した現在でも、青森駅には連絡船の案内表示や桟橋の可動橋へ向かう線路など、青函連絡船の痕跡が数多く残っており、函館駅や有川桟橋周辺にも着岸の際に目標として用いていた標識などが今でもわずかに残存している。

## 貨物・荷物・郵便輸送の状況

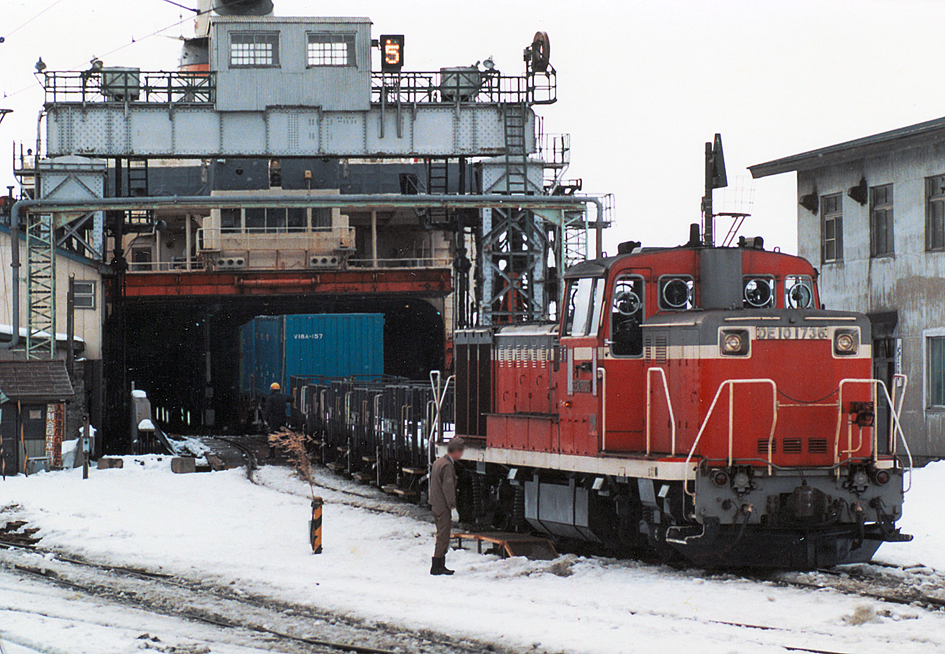
函館駅での航送貨車入換作業の様子、1987年、十和田丸

1986年（昭和61年）には、国鉄が荷物・郵便輸送から撤退したのに伴い、青函連絡船での郵便輸送が廃止された。貨物輸送については、運航終了日の1988年（昭和63年）3月13日101便（青森0時05分発、函館4時00分着）檜山丸をもって下り貨車航送が、170便（函館2時40分発、青森6時35分着）八甲田丸をもって上り貨車航送が終了した。なお、八甲田丸は折り返し青森第1岸壁7時30分発、函館第2岸壁11時20分着の23便で旅客輸送、乗用車航送のほか、青森に配備されていた控車20両を航送し、これが青函連絡船における最後の貨車航送となった。

## 乗用車航送（二輪車等含む）
国鉄では1962年（昭和37年）頃から自動車航送を検討していたが、道南海運は1964年（昭和39年）6月に大間 - 函館間に、翌1965年（昭和40年）4月には青森商船が三厩 - 福島間にフェリー航路を開設し、互いに競争しつつ青森 - 函館間フェリー航路開設の準備をしていた。ここに国鉄の乗用車航送計画が表面化したため、フェリー会社からは「民業圧迫だ」との声も上がり、衆院運輸委員の中からも慎重論が出て、計画は一時頓挫した。しかし、1966年（昭和41年）7月・8月の東北集中豪雨では東北・奥羽両本線が不通になり、北海道 - 本州間の貨物列車は運休。その代替輸送のトラックが急増し、上記フェリー航路だけでは到底運びきれず、青函連絡船檜山丸（初代）を用いた緊急のトラック航送が8月18日から23日に実施された。国鉄はこうした実績を重ねながら、運賃を民間フェリーと同一にするなど、共存共栄の方向性を示し国の認可を得ることができた。
このようにして、乗用車航送は1967年（昭和42年）6月1日1便 十和田丸（青森第1岸壁0時01分発　函館第2岸壁3時50分着）、2便 羊蹄丸（函館第2岸壁0時25分発　青森第1岸壁4時15分着）から実施された。積載場所は津軽丸型の遊歩甲板後部遊歩スペースで、甲板上でUターンしなくて済むよう両舷の柵の一部を開閉可能な構造として乗用車乗降口とした。これに対応するため、青森第1岸壁には船尾右舷の副岸側から遊歩甲板船尾右舷乗降口に達する斜路が、函館第2岸壁には遊歩甲板船尾左舷乗船口まで乗用車を昇降するエレベーターが設置された。乗用車は船の進行方向横向きに、2台縦列が3列の6台積載であった。当時は青森・函館両駅の構内配線改良工事は未完で、積載鉄道車両の積卸しを迅速に行い、55分で折り返せる岸壁は、青森第2岸壁と函館第2岸壁だけで、津軽丸型7隻による3時間50分運航は行われてはいたが、5船12往復と1船2往復の組み合わせで、青森と函館の使用岸壁の割り当ては複雑であった。このため乗用車乗降設備のある青森第1岸壁と函館第2岸壁相互間発着便は限られており、また旅客定員の関係から、なるべく特急接続便は避け、さらに同年3月から就航していた東日本フェリーの青函航路と重ならない時間帯での設定、などの条件から、岸壁変更なしで乗用車航送可能な深夜の特急接続便1便・2便、同じく岸壁変更なしの特急非接続208便（函館12時35分発　青森16時25分着）、ならびに青森第2岸壁発ではあるが第1岸壁着発便とは重ならない特急非接続209便（青森14時30分発　函館18時20分着）を第1岸壁発に変更のうえ、これら2往復で乗用車航送を開始した。ところが乗用車航送開始後、まもなく満車状態が続くようになり、8月1日から9月20日まで、津軽丸型で運航される貨物便258便（函館21時35分発　青森1時25分着）・253便（青森2時20分発　函館6時25分着）の青森での折り返しを、期間中のみ第2岸壁から第1岸壁に変更し、乗用車航送便として3往復とした。さらに9月27日発生した室蘭本線 豊浦 - 洞爺間岩石崩落による貨物輸送障害対策として、同年10月10日から10月20日まで、東日本フェリー青函航路がトラック航送に専念できるよう、国鉄は258便・253便の乗用車航送復活のほか、岸壁変更不要であった特急接続便の4便（函館19時15分発　青森23時05分着）と貨物便259便（青森21時35分発　函館1時25分着）でも乗用車航送を行い4往復とした。しかし、その後は元の2往復に戻された。
1968年（昭和43年）7月1日からは多客期に対応するため、上記4往復に加え、貨物便254便（函館4時45分発　青森8時35分着）・特急接続便5便（青森9時40分発　函館13時25分着）の青森折り返し岸壁を第2岸壁から第1岸壁に変更、106便（函館7時20分発　青森11時10分着）・207便（青森12時05分発　函館15時55分着）も同様に青森折り返し岸壁を第2岸壁から第1岸壁に変更し、計6往復の乗用車航送が行われた。
1968年（昭和43年）10月1日ダイヤ改正では、青森・函館両桟橋とも、第1岸壁・第2岸壁同時作業での55分折り返し運航が可能となり、津軽丸型の全面2.5往復運航が開始された。津軽丸型2隻5往復の運用を3組とし、それぞれ、甲・乙・丙系統として計15往復運航された。このうち、1便（青森0時30分発　函館4時20分着　乙系統）と12便（函館0時05分発　青森3時55分着　甲系統）、5便（青森7時25分　函館11時15分着　丙系統）とその反対便の20便（函館7時30分発　青森11時20分着　丙系統）、21便（青森12時15分発　函館16時05分着　丙系統）と反対便の22便（函館12時15分発　青森16時05分着　丙系統）、324便（函館14時25分発　青森18時15分着　甲系統）、105便（青森17時00分発　函館20時50分着　丙系統）と反対便の4便（函館17時00分発　青森20時50分着　丙系統）、27便（青森19時10分発　函館23時00分着　甲系統）と6便（函館19時45分発　青森23時35分着　乙系統）、169便（青森21時45分発　函館1時35分着　丙系統）の6往復で乗用車航送が行われ、この6往復は冬季間を通して継続された。
1969年（昭和44年）6月20日から9月30日までは、さらに、12便の折り返し303便（青森4時50分発　函館8時40分着　甲系統）の函館着岸壁を変更して乗用車航送便とし、岸壁変更なしで162便（函館2時40分発　青森8時30分着　丙系統）と1便の折り返し164便（函館5時15分発　青森9時05分着　乙系統）、青森発岸壁変更した163便（青森14時55分発　函館18時45分着　乙系統）を加えた8往復で乗用車航送が行われた。
1969年（昭和44年）10月1日改正では、甲系統・丙系統は全て青森第1岸壁、函館第2岸壁使用となり、これら10往復全てで乗用車航送可能なダイヤとなったが、閑散期でもあり、11便（青森0時05分発　函館3時55分着　甲系統）・12便（函館0時20分発　青森4時10分着　甲系統）、のほか5便（青森7時35分発　函館11時25分着　丙系統）・20便（函館7時20分発　青森11時10分着　丙系統）、21便（青森12時10分発　函館16時05分着　丙系統）・22便（函館13時20分発　青森17時10分着　丙系統）、38便（函館14時50分発　青森18時40分着　甲系統）、25便（青森17時05分発　函館20時55分着　丙系統）・4便（函館17時00分発　青森20時50分着　丙系統）、27便（青森19時35分発　函館23時25分着　甲系統）・26便（函館19時20分発、青森23時10分着　甲系統）、169便（青森22時45分発、函館1時35分着　丙系統）の6往復で乗用車航送が行われ、1970年（昭和45年）5月1日から、33便（青森5時05分発　函館8時55分着　甲系統）、37便（青森9時45分発　函館13時35分着　甲系統）・166便（函館9時50分発　青森13時40分着　甲系統）、152便（函館21時50分発　青森1時40分着　丙系統）を加えた8往復とし、多客時となる7月1日からは、151便（青森2時40分発　函館6時25分着　丙系統）・162便（函館2時50分発　青森6時40分着　丙系統）、23便（青森14時35分発　函館18時25分着　甲系統）、34便（函館4時55分発　青森8時45分着　甲系統）の2往復が加わり、甲系統・丙系統の10往復全便で乗用車航送が行われた。以後、閑散期6往復、通常期8往復、多客期10往復が続けられた。津軽丸型7隻のうち6隻による甲・乙・丙系統15往復体制は、その後のダイヤ改正でも、便名変更や若干の時刻変更はあったもののその大枠は維持された。
1982年（昭和57年）の津軽丸（2代）・松前丸（2代）引退後も、石狩丸（3代）・檜山丸（2代）の2隻の車両渡船を、旅客定員650名、乗用車20台積載可能な客載車両渡船に改造し、甲系統に充当してこの体制は継続された。両船は石狩丸型と呼ばれ、その乗用車積載場所は、津軽丸型より1層低い船楼甲板後部であったため、石狩丸型用として、青森第1岸壁副岸側に斜路が、函館第2岸壁にはエレベーターが設置された。なお石狩丸型の全長は144.6mと津軽丸型 より12.6mも長いため、函館第1岸壁では岸壁長を148mから165mに延長する工事が行われた。
1984年（昭和59年）2月1日のダイヤ改正では、車両渡船も2隻減船され、空知丸（2代）1隻となった。しかし貨物専用の有川桟橋も廃止されたため、通常 空知丸で運航される2往復の貨物専用便が、函館桟橋に1日2回着発（53便2時10分着から50便3時05分発まで、51便16時35分着から52便17時30分発まで）することになった。しかし函館第1岸壁は長さは125mと短く、全長144.6mの空知丸は、岸壁長165mの函館第2岸壁使用となった。このため、着発時間帯の重なる丙系統の2往復（173便1時45分着から170便2時40分発まで、3便16時05分着から22便17時00分発まで）が函館第1岸壁着発となって、乗用車航送ができなくなり、乗用車航送便可能便数は8往復となった。しかし、この時期は閑散期の6往復のため問題はなかった。この改正後初めての多客期である7月1日からは、この時期まだ明るい17時前後に行われる51便・52便の函館折り返しを第1岸壁に変更し、丙系統の3便・22便を第2岸壁に移し、かろうじて乗用車航送便9往復を確保した。1985年（昭和60年）3月14日のダイヤ改正からは、51便・52便の函館折り返しは第1岸壁となったが、乗用車航送の多い時期以外は、第2岸壁が使用された。
1986年（昭和61年）11月1日のダイヤ改正では不定期貨物便1往復が削減されたが、乗用車航送に変化はなく、閑散期6往復、通常期8往復、多客期9往復が続けられた。1988年（昭和63年）3月13日終航の日の丙系統は八甲田丸と羊蹄丸で、それぞれ4便（函館7時20分発　青森11時15分着）と23便（青森7時30分発　函館11時20分着）まで乗用車航送を行い、以後旅客扱いのみとなったが、甲系統の石狩丸は臨時8011便（青森16時40分発、函館20時30分着）で下り旅客便として下り最終乗用車航送を行い、下り最終便となった7便 八甲田丸に25分先行した。同じく檜山丸は臨時8010便（函館16時40分発　青森20時30分着）で上り旅客便として上り最終乗用車航送を行い、上り最終便となった22便 羊蹄丸に20-25分先行した。
乗用車積載台数は当初は6台、1971年（昭和46年）4月からは車間をつめて4列8台に、1972年（昭和47年）7月からは、遊歩甲板を後方へ延長して12台とし、後に再度車間をつめて13台とした。1982年（昭和57年）参入の石狩丸（3代）・檜山丸（2代）においても当初の20台が、後年22台に増やされていた。積載する乗用車の大きさ制限は、当初は全長5.6m、車幅2.1m、車高1.85m、車両重量2.5トンで、その後、長さ制限が5.3mとなり、1980年（昭和55年）秋からは、車高のみ1.95mに緩和された。積み下ろしの待ち時間が少ないこと、発着場所がそれぞれの都市の中心駅であることなどから、ターミナルが郊外に位置する東日本フェリーとの棲み分けが成立しており、固定需要があった。
津軽丸型では、露天の遊歩甲板後部に乗用車を積載したため、荒天時には、波しぶきが航送車両にかかることもあったが、1982年（昭和57年）参入の石狩丸型の2隻では、船楼甲板後部に新設された甲板室内に乗用車を収容したため、その心配はなくなった。また石狩丸型では1984年（昭和59年）7月7日より乗用車積載区画にバイク・自転車の積載も開始したところ好評で、翌1985年（昭和60年）4月1日からは津軽丸型でも同様サービスが開始された。
乗用車航送開始2ヵ月後の1967年（昭和42年）8月から、臨時扱いながら、津軽丸型で運航される旅客扱いしていない貨物便での乗用車航送が開始され、翌1968年（昭和43年）7月からは津軽丸型による貨物便での乗用車航送は定期化された。そのため日本交通公社などから発売されていた日本国有鉄道監修時刻表の、国鉄の営業案内ページの連絡船に関する部分には航送船の時刻表が掲載されており、欄外には「時刻表本文に載っていない便は、乗用車・自転車・オートバイ・スクーター航送の運転者・同乗者以外はご利用になれません」と書かれていた。
航送予約に関しても自動車の航送予約は乗船日の14日前からの受付で、一部の駅の窓口や一部の旅行センター、日本交通公社と日本旅行の一部営業所しか取り扱わなかった。1982年（昭和57年）当時、窓口で航送予約取り扱っていたのは青森・函館両駅の他に、釧路・帯広・旭川・札幌・東室蘭・長万部・八雲・森・浅虫・一戸・盛岡・弘前・大館・秋田の北海道・青森・岩手・秋田の4道県の16駅のみだった。駅の旅行センターでは新宿のみで取り扱っていた。

## その他
船舶電話を介して、全国各地と通話が可能であった。船内からかける場合は、船内案内所に申し込んだ上で通話が可能だった。船内へかける場合は、北海道は函館船舶台、本州・四国・九州からは青森電話台へそれぞれ申し込んだ上で船内への通話が可能だった。1981年頃にダイヤル直通の公衆電話となり、船内からかける場合は案内所を通さず、普通の公衆電話と同様に使用できた。
なお、ダイヤル直通になる前の公衆電話は距離課金制で、例えば船内から東京へかけると690円ほどしたという。それでも「今連絡船乗ってるんだよ！」と電話するための行列ができたという。ダイヤル直通になってからも地上の公衆電話よりは高額なため、100円玉しか使用できなかった。
船内の廃棄物は海峡の途中で投棄していたが、下北半島の国定公園等に漂着して美観を損ねたり、陸奥湾内の沿岸に漂着するなどして漁業被害も出るようになったため、1971年（昭和46年）12月1日より船内の廃棄物は函館に陸揚げし陸上で処理するようになった。
飯田線が地滑りによる被災で運休し、佐久間湖経由で電源開発の船舶による代行輸送が行われた際には運航のため青函連絡船の船員が派遣されたことがあった。

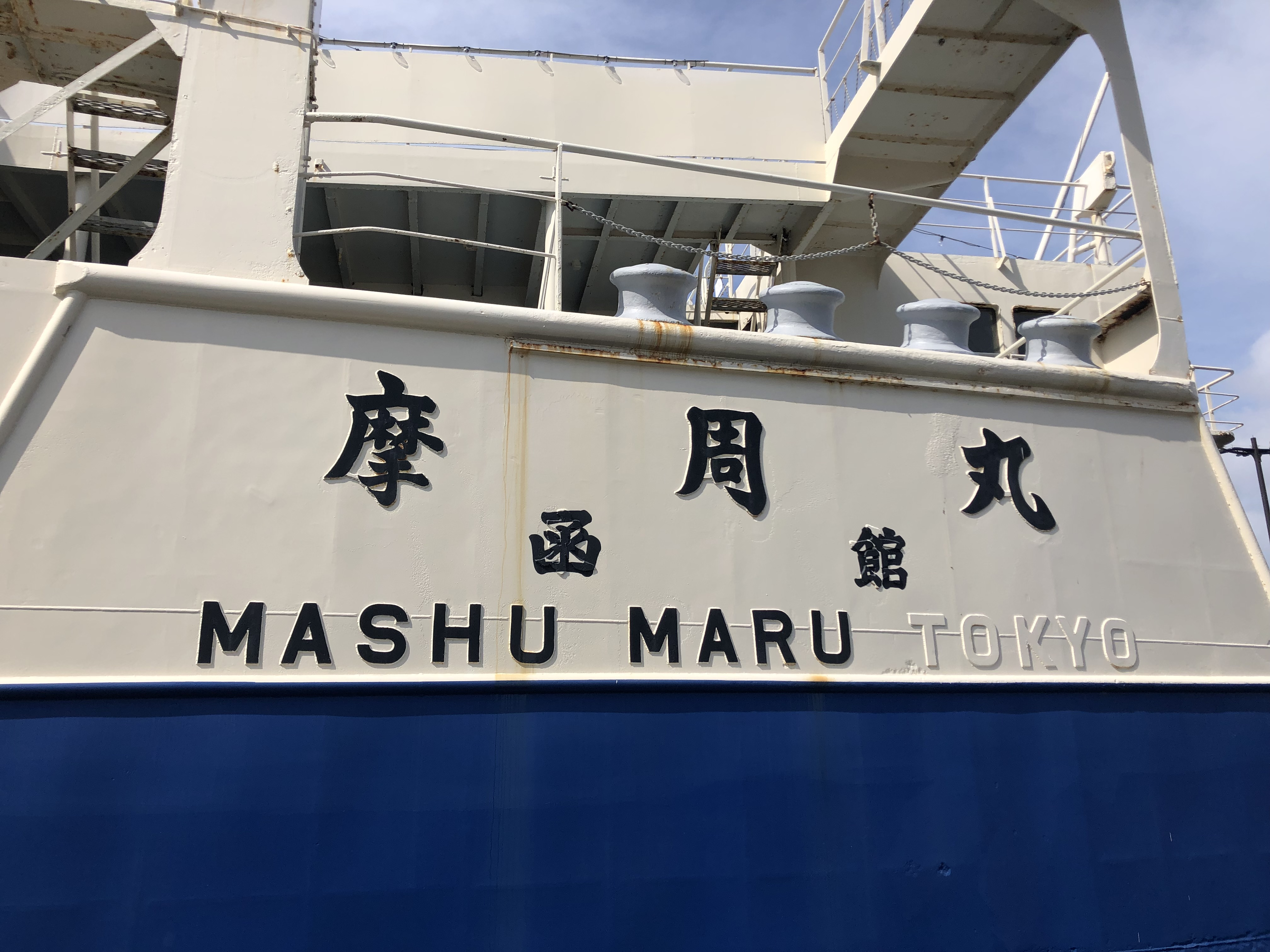
摩周丸の船名及び船籍表記。「TOKYO」の文字が白く塗りつぶされている。また、「函館」と書かれた部分をよく見ると、「東京」の文字を白く塗りつぶした上から「函館」と書き直していることが分かる。

青函航路の管理・運航上の本拠地は函館であり、函館に置かれた青函船舶鉄道管理局（現在のJR北海道函館支社）が青函航路を所管していた。そのため、国鉄分割民営化後の青函航路はJR北海道が経営した。また、国鉄時代の連絡船は国鉄本社のある東京を船籍港としていたが、分割民営化に伴い船籍港は函館に移されている。函館で保存されている摩周丸の船体を見ると、英字表記のうち「TOKYO」の文字が白く塗りつぶされているほか、「東京」の文字を白く塗りつぶした上から「函館」と書き直した痕跡があることが現在も確認できる。

## 歴史
- 1908年（明治41年）
  - 3月7日 - 帝国鉄道庁（国鉄）が青森 - 函館間定期航路を開設[100][3]。最新鋭の蒸気タービン船「比羅夫丸」（ひらふまる）就航により、両港間を4時間で結んだ。鉄道直営の津軽海峡連絡船自体は日本鉄道によって計画され、連絡船自体も同社によって発注されていたが、就航は同社の国有化後になった。
  - 4月4日 -「田村丸」就航[100]
  - 12月5日 - 帝国鉄道庁は鉄道院に改組され、青函連絡船は東部鉄道管理局青森運輸事務所所管となる[101]
- 1910年（明治43年）
  - 3月10日 - 日本郵船青森 - 函館間定期航路を廃止[102]
  - 12月15日 - 函館停車場構内の連絡船係留用木造桟橋、使用開始[100]。これに伴い、函館側におけるハシケによる乗客の乗降を岸壁からの直接乗降に変更。
- 1913年（大正2年）
  - 5月5日 - 東部鉄道管理局青森運輸事務所から北海道鉄道管理局函館運輸事務所に所管替[103]
- 1914年（大正3年）
  - 12月10日 - 初の鉄道車両ハシケ「車運丸」が就航[100]。限定的に貨車航送を開始[104]
  - 12月25日 - 函館停車場の連絡待合所を桟橋に移転し、旅客・小荷物の取扱を開始[100]
- 1915年（大正4年）
  - 6月16日 - 函館桟橋の連絡船接岸場所付近に「函館桟橋仮乗降場」を設置[100][105]。連絡船との接続列車のみ入線し、運賃計算上は函館駅と同一とされた[106]
- 1919年（大正8年）
  - 5月1日 - 鉄道院は鉄道省に改組され、北海道鉄道管理局を廃止し、札幌鉄道管理局を設置[100]
- 1920年（大正9年）
  - 5月15日 - 札幌鉄道管理局を廃止し、札幌鉄道局を設置[100]
- 1924年（大正13年）
  - 5月21日 - 日本初の車載客船「翔鳳丸」が就航したが[100]、車両航送用陸上設備未完のため、通常の客船として運航
  - 10月1日 - 若松埠頭先端側の係船岸壁一部竣工し、使用開始。同時に木造桟橋を廃止[100]
  - 10月2日 -「比羅夫丸」が着岸し、乗客の岸壁からの乗下船を開始[100]
  - 10月4日 - 若松埠頭に鉄筋コンクリート3階建の総合桟橋駅完成、1階には「函館桟橋駅」の1面2線ホーム設置[106]。函館桟橋駅 - 函館駅間が開業し (0.29 km) 、函館桟橋駅が函館本線の起点駅となる[107]
  - 10月11日 -「津軽丸（初代）」が就航[100]
  - 11月11日 -「松前丸（初代）」が就航[100]
  - 11月18日 - 地盤が悪く工事が難航していた青森岸壁の連絡待合所が竣工、使用開始[100]
  - 12月30日 -「飛鸞丸」が就航[100]。
- 1925年（大正14年）
  - 8月1日 - 青森駅 - 函館駅間で本格的車両航送開始[100]車載客船に貨車、荷物車等を直接積載でき、従前のはしけ荷役による貨物輸送に比べ、輸送効率は格段に改善された。
- 1926年（大正15年）
  - 12月12日 - 初の車両渡船「第一青函丸」が就航[100]
- 1927年（昭和2年）
  - 6月8日 -「車運丸」が終航[100]
- 1929年（昭和4年）
  - 7月8日 -「比羅夫丸」・「田村丸」を大阪商船に売却[100]
- 1930年（昭和5年）
  - 9月1日 -「第二青函丸」が就航[100]
  - 10月1日 - 函館桟橋駅の発着時刻が時刻表の記載から外され、表記は函館駅発着に統一される[106]。
- 1931年（昭和6年）
  - 10月5日 - 青森 - 函館間直通の荷物車を航送開始[100]
- 1934年（昭和9年）
  - 3月21日 - 低気圧による荒天で浸水・座礁など相次ぎ被害多数。「飛鸞丸」は浸水による操舵困難に加え、アンテナ線が切れたため通信不能となって一時遭難が疑われる事態となった。なお、この日は函館大火が発生している。
- 1939年（昭和14年）
  - 11月25日 -「第三青函丸」が就航[100]
- 1942年（昭和17年）
  - 9月11日 - 函館運輸事務所廃止、函館管理部設置[108]
- 1943年（昭和18年）
  - 3月6日 -「第四青函丸」が就航[100]
  - 11月1日 - 函館船員区を設置[100]
- 1944年（昭和19年）
  - 1月3日 - 函館桟橋の有川埠頭（有川桟橋）が竣工し、貨物専用で供用開始[100]
  - 1月14日 -  W型戦時標準船の第1船「第五青函丸」が就航[100]。
  - 2月1日 - 函館桟橋駅の出札および発送手小荷物を函館駅に統合[106]
  - 3月19日 -「第六青函丸」が就航[100]
  - 7月20日 -「第七青函丸」が就航[100]
  - 11月22日 -「第八青函丸」が就航[100]

- 1945年（昭和20年）

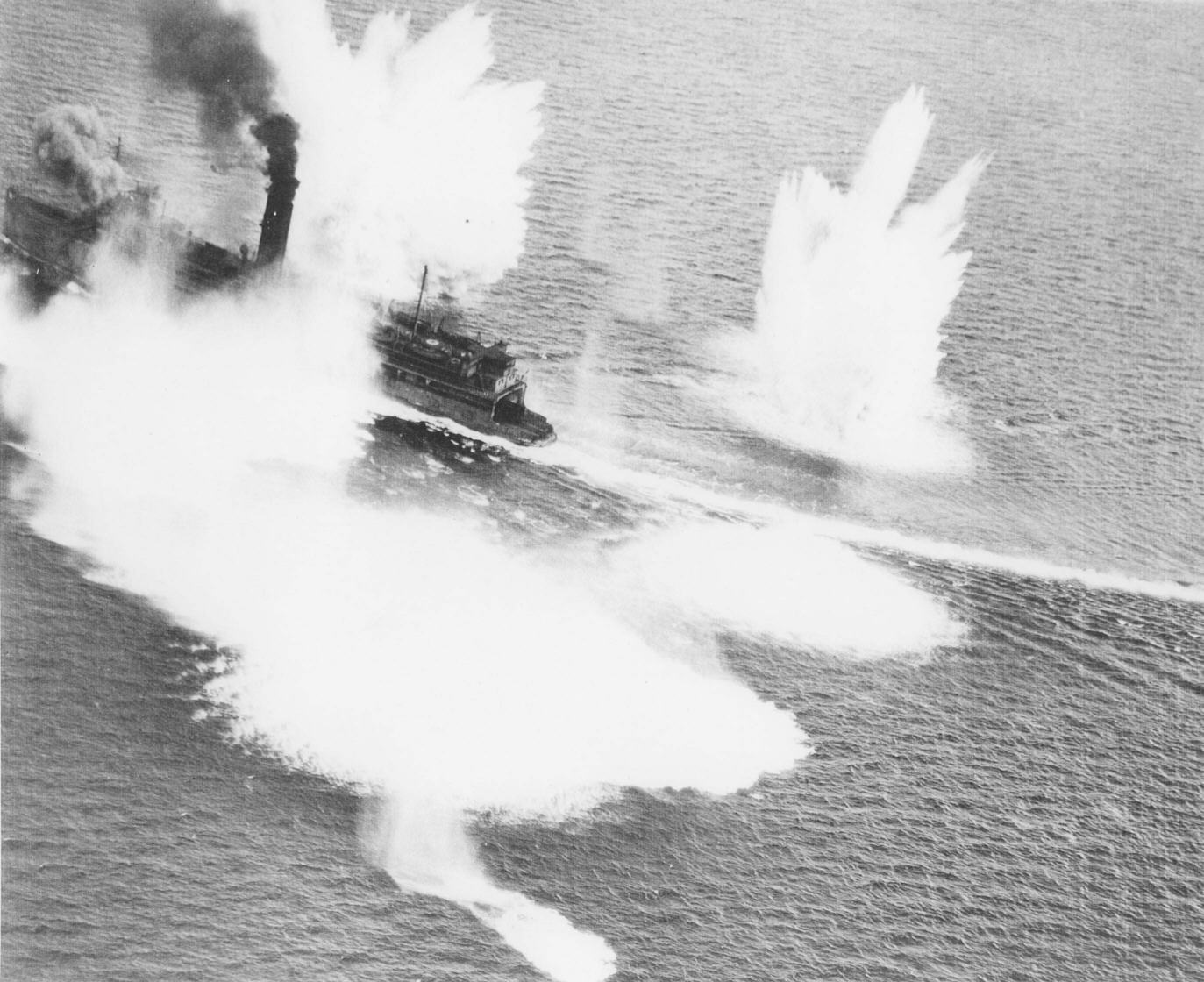
1945年7月14日、青森港沖で爆撃を受ける翔鳳丸。この写真はアメリカ軍撮影で、アメリカの週刊誌「ライフ」1945年8月13日号に掲載された。日本側でこの写真が再発見された1978年頃は翔鳳丸か飛鸞丸か定かでなかった。その後の、本写真を含むアメリカ国立公文書記録管理局所蔵の青函連絡船空襲関連のアメリカ側撮影の大量の写真や文書の精査から、翔鳳丸がジグザグ航法で爆撃をかわしている空襲初期で、操舵室屋上の弾薬箱に機銃弾が命中し爆発したところ、と推定された。

  - 2月27日 - 浦賀船渠で竣工し函館へ回航中の「第九青函丸」が千葉県勝浦沖で座礁・沈没[100]。
  - 3月6日 - 青森港内にて、「第五青函丸」が防波堤に接触し沈没。死者・行方不明者82名[100]。
  - 6月1日 -「第十青函丸」が就航[100]。
  - 7月14日 - アメリカ海軍艦載機の空襲により連絡船12隻中11隻が攻撃を受けた

6時18分 - 第四青函丸が葛登支岬南東3.9海里で沈没
7時20分 - 松前丸が七重浜に擱坐炎上
7時30分 - 第十青函丸が函館港防波堤灯台北北西600mで沈没
7時30分頃 - 第三青函丸が矢越岬東南3.8海里で沈没
14時頃 - 第六青函丸が野内海岸に坐洲炎上
14時50分 - 第七青函丸が函館港内で工事中被弾航行不能
15時10分 - 函館港内で休航中の第八青函丸被弾し航行不能
15時10分 - 津軽丸が狐越岬東4海里で沈没
15時30分 - 青森港2号浮標北北東1海里付近で第二青函丸が沈没
15時40分 - 飛鸞丸が青森港2号浮標北北東2海里付近沈没
15時55分 - 翔鳳丸もほぼ同所で沈没
この日だけで352名死亡[115][116][117][100]。
  - 7月15日 - 14時40分、唯1隻残っていた「第一青函丸」がアメリカ海軍艦載機の空襲により三厩湾で沈没[100]
  - 8月10日 -「亜庭丸」が夏泊半島西側の茂浦でアメリカ海軍艦載機の空襲により沈没[100][118]
  - 8月30日 -「第七青函丸」函館港北防波堤に衝突[38]
  - 10月9日 -「第十一青函丸」が就航[100]。
  - 10月 - 伝染病の伝播防止のため乗船客に対しDDT散布を義務付け。1950年（昭和25年）4月まで実施
  - 11月28日 -「第八青函丸」青森第1岸壁係留中ヒーリング操作不調でその場に沈坐[38]
- 1946年（昭和21年）
  - 4月22日 - 進駐軍専用列車1201・1202列車を上野駅 - 札幌駅間で運転開始。青森駅 - 函館駅間は青函連絡船（当時はW型船、後H型石狩丸も加わる）に客車を積み込んだが、これが初の客車航送となった[119][120]。この列車は後に「Yankee Limited」（北部特急）と命名されている。
  - 3月18日 - 航路を所管する函館船舶管理部が発足。青森桟橋が札幌鉄道局に移管[121]
  - 3月29日 - LST　Q021による函館有川5岸 - 青森3岸間の仮就航[122]
  - 3月31日 - LST　Q022も就航し本就航[122]
  - 5月15日-「第十二青函丸」が就航[118]
  - 7月1日 - LST貨車航送　青森側を小湊桟橋[123]に変更[124]したため、函館有川5岸 - 小湊間となった[51]
  - 7月23日 -「石狩丸（初代）」が就航[118]
  - 10月14日 - 函館桟橋駅の戦災復旧工事を開始[106]
- 1947年（昭和22年）
  - 1月27日 - LST　Q022　貝埼沖で座礁大破　以後稼働せず[40]
  - 8月20日 - LST　Q022　横浜港で船舶運営会に引き渡す[41]
  - 11月21日 -「洞爺丸」が就航[118]
  - 12月12日 - 「石狩丸」難航

吹雪・大シケで出航見合わせ中にRTOの顧問が進駐軍専用船の石狩丸に函館出航を命令。難航の末丸一日がかりで青森に到着する事態に。この事態を受けてRTOの船舶管理部への対応が見直される事になった。
この日、「洞爺丸」も難航していた。
- 1948年（昭和23年）
  - 2月26日 - LST　Q021　横浜港でアメリカ軍に引き渡す[41]
  - 2月27日 -「北見丸」が就航[118]
  - 4月7日 -「十勝丸（初代）」が就航[118]
  - 5月1日 -「羊蹄丸（初代）」が就航[118]
  - 7月26日 -「渡島丸（初代）」が就航[118]
  - 8月27日 -「摩周丸（初代）」が就航[118]
  - 10月10日 - 小湊桟橋第六青函丸着岸試験[125]
  - 10月21日 -「日高丸（初代）」が就航[118]
  - 11月27日 -「大雪丸（初代）」が就航[118]
  - 12月16日 - 日本人も乗車できるマイネ40形1等寝台車航送を洞爺丸型で開始[126][127]
- 1949年（昭和24年）
  - 5月26日 - 連絡船内にて、売店の営業を開始[118]
  - 6月1日 - 日本国有鉄道法施行に伴い、公共企業体日本国有鉄道（国鉄）に移管
  - 7月15日 - 小湊桟橋業務停止[128][51]
  - 9月15日 - 郵便車航送、船内仕訳作業開始[129][118]。
- 1950年（昭和25年）
  - 2月3日 - 連絡船内にて、食堂の営業を開始[118]
  - 4月22日 - 「第十二青函丸」濃霧のため穴澗岬に擱坐[129]
  - 8月1日 - 管理部廃止、青函鉄道管理局が発足。船舶長・船舶輸送長を置く[130]

GHQ側が、青函連絡船の管理運営は鉄道と異なる性質のものであるから独立した管理機構にすべきと強硬に主張し、青函局も設置されることとなった[131]
  - 9月 - 「渡島丸（初代）」に日本の商船初のレーダー装備[132]
- 1951年（昭和26年）
  - 5月9日 - 朝鮮戦争の影響を受けた津軽海峡への浮流機雷流入に伴い、連絡船の夜間運航中止。約5年間に渡って断続的に旅客便の夜間運航の中止（乗船客は船内待機、夜明けを待って出港）、接続列車の不接続など運航ダイヤの混乱が続いた。連合軍専用列車の寝台車航送も休止[133]。
  - 5月19日 -「洞爺丸」型によるマイネ40形1等寝台車航送休止、以後再開されず[134]
- 1952年（昭和27年）
  - 4月1日 - 連合軍専用列車1201・1202列車が特殊列車に改称。日本人の乗車も許可され、同列車のマイネフ38形1等寝台車の航送再開[135]
  - 8月5日 - 青函鉄道管理局の船舶長・船舶輸送長を船舶部（総務・海務・船務課）に改組[130]
- 1953年（昭和28年）
  - 4月5日 - 函館桟橋駅の出札再開に伴い、本州方面の乗車券発券を函館駅から同所に変更[106]
- 1954年（昭和29年）
  - 9月26日 - 台風15号（洞爺丸台風）に伴う強風波浪により、連絡船5隻が沈没。いずれも函館港防波堤外で沈没した。

20時頃 - 「第十一青函丸」が錨泊中、函館港西防波堤灯台真方位256度1.62 km付近で沈没[136]
22時20分頃 -「北見丸」が踟蹰中、葛登支灯台真方位88度2.75 kmで沈没[137]
22時43分頃 -「洞爺丸」が錨泊中、函館港西防波堤灯台真方位337度2.5 km付近の七重浜沖で座礁転覆沈没[138]
23時43分頃 -「十勝丸（初代）」が錨泊中、函館港西防波堤灯台真方位253度1.8 km付近で沈没[139]
23時43分頃 -「日高丸（初代）」が錨泊後踟蹰を試みた直後、函館港西防波堤灯台真方位264度1.53 km付近に沈没[140][141]
これら5隻で、あわせて1,430名の犠牲者を出した[117][118]。いわゆる国鉄戦後五大事故の一つに数えられる洞爺丸事件である。これを機に寝台車航送は中止。この事故を契機に青函トンネル計画が具体化されることになった。
- 1955年（昭和30年）
  - 7月5日 - 青函鉄道管理局を青函船舶鉄道管理局に改称。船舶部を廃止し、海務部および船務部を置く[130][142]
  - 9月16日 -「檜山丸（初代）」が就航[118]
  - 9月18日 -「空知丸（初代）」が就航[118]
- 1956年（昭和31年）
  - 4月1日 -「日高丸（初代）」を修復し、再就航[118]
  - 6月1日 - 青函連絡船の1等船室を2等A寝台に格下げし、2等寝台を2等B寝台とした[143]
  - 8月31日 -「十勝丸（初代）」を修復し、再就航[118]
- 1957年（昭和32年）
  - 10月1日 -「十和田丸（初代）」が就航[118]
- 1960年（昭和35年）
  - 7月1日 - 国鉄が従来の2等を1等に、従来の3等を2等とし、3等の呼称を廃止[143]
- 1961年（昭和36年）
  - 7月 - 車載客船の1等出入口広間に1等指定椅子席を新設。リクライニングシートで座席確保が確実なため好評となる[144]。
- 1964年（昭和39年）
  - 5月8日 -「第六青函丸」が終航（同年6月10日廃止）[118]
  - 5月10日 -「津軽丸（2代）」が就航[118]
  - 7月12日 - 函館桟橋で「津軽丸」（2代）から乗客が転落し、死亡する事故が発生。これに伴い、「別れのテープ」が禁止される。
  - 8月12日 -「八甲田丸」が就航[118]
  - 8月31日 -「大雪丸（初代）」が終航（同年10月16日廃止）[118]
  - 9月17日 - 東京オリンピックの聖火を津軽丸で輸送。陸奥湾平舘海峡入口で北海道、青森県の聖火ランナーが洋上で聖火を引き継ぎ。
  - 9月21日 -「八甲田丸」接続列車遅れ回復のため3時間26分運航[145][146]
  - 10月1日 - 寝台特急「はくつる」に接続する3・4便に限り3時間50分運航開始。初めて4時間の壁を破る[147]
  - 10月26日 -「摩周丸（初代）」が終航（同年12月7日廃止）[118]
  - 11月30日 -「第八青函丸」が終航（同年12月14日廃止）[118]
  - 12月1日 -「松前丸（2代）」が就航[118]
  - 12月31日 -「第七青函丸」が終航（翌年1月16日廃止）[118]
- 1965年（昭和40年）
  - 5月16日 -「大雪丸（2代）」が就航[118]
  - 6月20日 -「羊蹄丸（初代）」が終航（同年7月15日下関へ回航、同年8月12日廃止）[118]
  - 6月30日 -「摩周丸（2代）」が就航[118]
  - 7月2日 -「第十二青函丸」が終航（同年7月7日廃止）[118]
  - 8月5日 -「羊蹄丸（2代）」が就航[118]
  - 8月31日 -「渡島丸（初代）」が終航（同年9月21日廃止）[118]
  - 9月30日 -「石狩丸（初代）」が終航（同年10月18日廃止）[118]
  - 10月 - 旅客扱い便10往復のうち9往復を3時間50分運航とした[148]
- 1966年（昭和41年）
  - 8月15日 - 東北地方集中豪雨による東北・奥羽両本線不通のため「空知丸（初代）」による函館 - 川崎間貨車航送（川崎では貨車積卸しせず貨物の積卸しのみ）、21日函館帰着[71]
  - 8月18日 - 上記不通のため「檜山丸（初代）」による青函間トラック航送、23日まで[71][70]
  - 10月1日 -「十和田丸（初代）」終航[118]
  - 10月3日 -「十和田丸（初代）」を「石狩丸（2代目）」と改称との北海道支社通達148号[149]
  - 10月21日 -「十和田丸（初代）」を「石狩丸（2代目）」と改称[149]
  - 11月1日 -「石狩丸（2代目）」車両渡船化工事着手[150]
  - 11月1日 -「十和田丸（2代）」が就航[118]
- 1967年（昭和42年）
  - 5月6日 - 改造車両渡船「石狩丸（2代）」就航[118]
  - 6月1日 - 青森発の1便「十和田丸（2代）」から乗用車航送開始[118]当初は「津軽丸」型7隻の遊歩甲板後部に6台積みだったが、最終的には13台積みとされた。ただ、甲板上の露天積みであり荒天時には海水をかぶるため、後年国鉄では洗車のサービスを行った。
  - 9月28日 - 室蘭本線不通のため、青森港 - 室蘭港間にて「檜山丸（初代）」・「空知丸（初代）」を使用した貨車航送を10月18日まで実施（11日までは室蘭では貨物の積卸しのみ）[151][152]
- 1968年（昭和43年）
  - 5月16日 - 十勝沖地震により岸壁・可動橋に被害が発生して客扱い・乗用車航送が一時停止
  - 12月1日 - 函館桟橋駅が廃止され、出札を函館駅に統合[106]
- 1969年（昭和44年）
  - 9月20日 -「日高丸（初代）」が終航（翌年2月18日廃止）[118]
  - 10月1日 -「渡島丸（2代）」が就航[118]
- 1970年（昭和45年）
  - 3月31日 -「十勝丸（初代）」が終航[118]
  - 4月6日 -「日高丸（2代）」が就航[118]
  - 6月30日 - 十勝丸（2代）」が就航[118]
  - 10月26日 - 「十勝丸（2代）」第2主機室で火災発生し約3時間漂流[153]
- 1972年秋からは1日30往復もの運航が行われることもあったが、その後は旅客需要の航空移転や民間フェリー航路の整備に伴い、客貨ともに輸送量が急激に減少した（最盛期は1973年（昭和48年）の約498万人）。
- 1975年（昭和50年）
  - 8月27日 - 8月31日-函館本線・室蘭本線土砂崩れで不通のため、函館港 - 室蘭港間で連絡船による列車代行を実施。「摩周丸（2代）」・「十和田丸（2代）」が就航し、上下あわせて約15,000人を輸送[118]。
- 1976年（昭和51年）
  - 2月27日 -「空知丸（初代）」が終航[118]
  - 4月5日 -「空知丸（2代）」が就航[118]
  - 7月5日 -「檜山丸（初代）」が終航[118]
  - 8月5日 -「檜山丸（2代）」が就航[118]
- 1977年（昭和52年）
  - 3月7日 - 青函航路開設70年目を記念して、各連絡船の「シンボルマーク」を発表[118]。乗組員100名から寄せられた約240点の案から選定され青いイルカと黄色の救命ブイの組み合わせを基本デザインとし、6月の摩周丸を皮切りに船体に掲示[154][155]。ただし、貨物船の「渡島丸」型には、制定はされたが掲示されなかった。
  - 3月18日 -「石狩丸（2代目）」が終航[118]。
  - 5月6日 -「石狩丸（3代）」が就航[118]
- 1978年（昭和53年）
  - 10月1日 -「渡島丸（2代）」が係船[118]
- 1980年（昭和55年）
  - 7月21日 -「マリーンガール」登場。以降夏の観光シーズンに観光案内等乗客のサービスにあたる。
  - 10月1日 - 日高丸（2代）」が係船[118]
  - 10月-「船長サインカード」配布開始
- 1982年（昭和57年）
  - 3月4日 -「津軽丸（2代）」の終航に伴い、係船中の「日高丸（2代）」が運航再開[118]
  - 3月31日 -「石狩丸（3代）」を客載車両渡船に改造し、再就航[118]
  - 10月1日 -「檜山丸（2代）」を客載車両渡船に改造し、再就航[118]
  - 11月12日 -「松前丸（2代）」が終航[118]
- 1984年（昭和59年）
  - 1月31日 - 「日高丸（2代）」・「十勝丸（2代）」が終航係船[118]
  - 2月1日 - 有川桟橋廃止[118]
  - 3月3日 - 3時10分頃、函館発青森行の摩周丸（2代）（この時は貨物便として運航）が、航海中に遊歩甲板前部の高級船員居住区廊下で火災発生、乗組員が消火活動を行い30分後に鎮火したが、一等航海士1名と二等航海士1名の計2名が死亡、乗組員3名が重傷を負った。青函連絡船で、火災を起因とした死者が出たのは初めて[156]。
  - 3月5日 - 3日の火災で、重体となっていた事務長が死亡。この火災による死者は3名となり、負傷者は2名となった。なお、北海道警函館方面本部と函館西警察署は、この火災について、『放火』とほぼ断定した[157]。
  - 3月10日 - 青函船舶鉄道管理局の海務部・船務部が統合され船舶部（総務・海務・船務課）に改組[158]
  - 3月17日 - 3日未明の火災により、運航から外れていた摩周丸が修復工事を終え、航路に復帰。再開便は青森14時40分発の貨物専用便から[159]。
  - 7月7日 - 「石狩丸（3代」「檜山丸（2代）」）による二輪車・自転車航送開始[118]
- 1986年（昭和61年）
  - 10月6日 - 70万キロ航海達成（羊蹄丸）
- 1987年（昭和62年）
  - 2月1日 - 函館駅の桟橋乗降口を閉鎖[118]
  - 3月1日 - 臨時雇用員乗船開始
  - 4月1日 - 国鉄分割民営化に伴い、北海道旅客鉄道（JR北海道）函館支店に承継[118]。船籍港を東京から函館に変更

- 1988年（昭和63年）

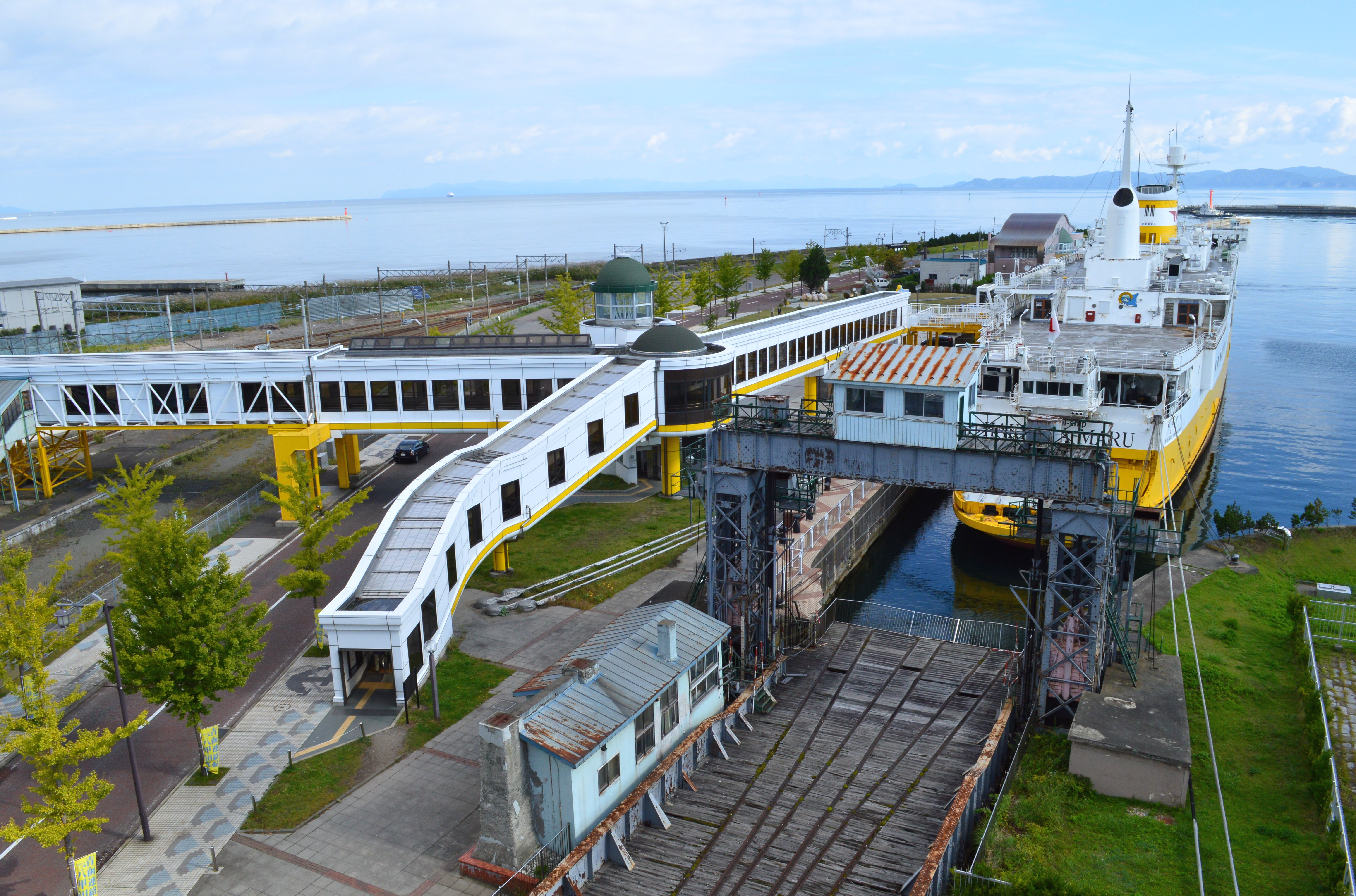
現在の青森桟橋（2014年9月）
（右は第2岸壁に係留された八甲田丸）

  - 1月6日 -「大雪丸（2代）」が終航。函館有川第3岸壁に係船[118]
  - 3月1日 - 1964年（昭和39年）以来、四半世紀ぶりに「別れのテープ」の使用を解禁
  - 3月12日 -「空知丸（2代）」が終航。函館有川第4岸壁に係船[118]
  - 3月13日 - 青函トンネルを含む海峡線（津軽海峡線）の開業に伴い[118]、鉄道連絡船としての使命を終え、同日限りで運航を終了。下り最終便は「八甲田丸」7便（青森第2岸壁17時05分発、函館第1岸壁20時55分着）、上り最終便は「羊蹄丸」22便（函館第1岸壁17時00分発、青森第2岸壁21時55分着）であった[160][65]。3月13日のみ青函トンネルと青函連絡船の両方が営業を行った。「摩周丸」（2代）・「十和田丸」（2代）・「石狩丸」（3代）・「八甲田丸」・「羊蹄丸」（2代）が終航。「摩周丸」（2代）・「八甲田丸」・「羊蹄丸」（2代）はドック岸壁、「十和田丸（2代）」は函館第1岸壁、「石狩丸」（3代）は函館第2岸壁にそれぞれ係船[118]
  - 6月3日 - 暫定（復活）運航を開始[161]。使用船は「羊蹄丸」（2代）・「十和田丸（2代）」
  - 9月18日 - 暫定運航を終了[161]
  - 9月19日 - 暫定運航に使用されていた十和田丸（2代）による函館への最終運航と同時に正式に廃止された。

## 就航船（就航順）

### 1908年 - 1923年
日本初の蒸気タービン船を導入して運行を開始。
新製配属
貨客船 比羅夫丸型
- 比羅夫丸
1908年（明治41年）3月7日、就航。1924年（大正13年）10月15日、終航。同年11月14日、大阪商船に賃貸。1929年（昭和4年）7月8日、大阪商船に売却。
- 田村丸
1908年（明治41年）4月4日、就航。1924年（大正13年）12月11日、終航。一時復航後、1929年（昭和4年）7月8日、大阪商船に売却。

車両はしけ
- 車運丸
はしけ型（無動力）貨車航送船。1914年（大正3年）12月、就航。1927年（昭和2年）6月8日、終航。

貨物船
- 蛟龍丸
1916年（大正5年）、傭船。1918年（大正7年）、解傭。
- 白神丸
木造貨物船。1918年（大正7年）6月18日、就航。1925年（大正14年）7月、係船。
- 竜飛丸
木造貨物船。1918年（大正7年）10月16日、就航。1926年（大正15年）4月、係船。
- 第一快運丸
経理局保有の石炭輸送船。1919年（大正8年）4月、就航。1925年（大正14年）9月、係船。
- 第二快運丸
経理局保有の石炭輸送船。1919年（大正8年）4月、就航。1925年（大正14年）9月、係船。

航路転属
貨客船
- 壱岐丸（三菱長崎）
元関釜・稚泊連絡船。1922年（大正11年）10月、青函航路に就航。1924年（大正13年）7月、稚泊航路に転属。1932年（昭和7年）、大阪商船に売却（樺太丸）。1945年（昭和20年）7月25日、青函航路復帰。1947年（昭和22年）9月、傭船終了。

### 1924年 - 1945年7月

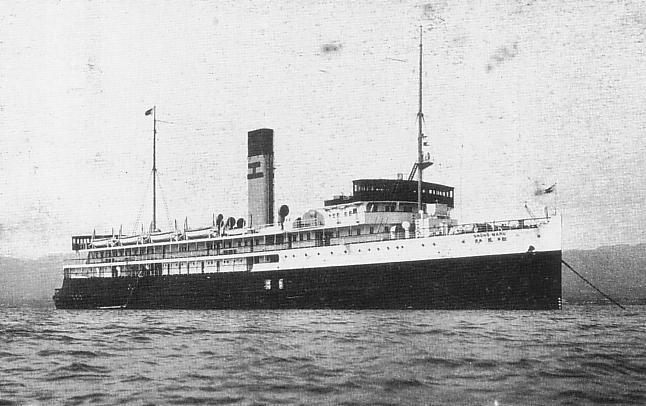
日本初の車載客船「翔鳳丸」（1924年就航）

1925年（大正14年）8月から車両航送を開始した。さらに1942年（昭和17年）以降は戦時下の鉄道貨物輸送の増加に対応するためW型戦時標準船が急ピッチで建造された。
しかし、1945年（昭和20年）、青森湾は米海軍艦載機の攻撃を受け、7月14日に「翔鳳丸」「飛鸞丸」「第二青函丸」「第六青函丸」が、8月10日には
「亜庭丸」が撃沈され、131人が亡くなった。
さらに7月14日と15日には津軽海峡と函館湾にも攻撃があり（津軽海峡では「津軽丸」「第三青函丸」「第四青函丸」が沈没）、乗員乗客424人が亡くなり、青函連絡船は一時全滅となった。終戦直後稼働できたのは第七・第八青函丸の2隻のみであった。戦災から60年目にあたる2005年（平成17年）7月14日、青森港に「青函連絡船戦災の碑」が建立された。
新製配属
車載客船 翔鳳丸型
- 翔鳳丸（浦賀）
1924年（大正13年）5月21日、就航。1945年（昭和20年）7月14日、空襲沈没。青函航路初の客載車両渡船。
- 津軽丸（初代）
1924年（大正13年）10月11日、就航。1945年（昭和20年）7月14日、空襲沈没。
- 松前丸（初代）
1924年（大正13年）11月11日、就航。1945年（昭和20年）7月14日、空襲炎上座礁。
- 飛鸞丸
1924年（大正13年）12月30日、就航。1945年（昭和20年）7月14日、空襲沈没。

貨車航送船 青函丸戦前型
- 第一青函丸
貨車航送船の第一船。1926年（大正15年）12月12日、就航。1945年（昭和20年）7月15日、空襲沈没。
- 第二青函丸
1930年（昭和5年）9月1日、就航。1945年（昭和20年）7月14日、空襲沈没。
- 第三青函丸（浦賀）
1939年（昭和14年）11月25日、就航。1945年（昭和20年）7月14日、空襲沈没。
- 第四青函丸（浦賀）
W型戦時標準船の原型。1943年（昭和18年）3月6日、就航。1945年（昭和20年）7月14日、空襲沈没。

貨車航送船 W型戦時標準船
- 第五青函丸（浦賀）
1944年（昭和19年）1月14日、就航。1945年（昭和20年）3月6日、強風により青森港北防波堤に接触して沈没。
- 第六青函丸（浦賀）
1944年（昭和19年）3月19日、就航。1945年（昭和20年）7月14日、空襲沈没。1947年（昭和22年）2月2日、浮揚復航し車載客船化。1964年（昭和39年）5月3日、終航。同年8月、三菱商事に売却。
- 第七青函丸（浦賀）
1944年（昭和19年）7月20日、就航。1947年（昭和22年）9月、デッキハウスを造設し車載客船化。1964年（昭和39年）12月31日、終航。1965年（昭和40年）8月、三井物産に売却。
- 第八青函丸（浦賀）
1944年（昭和19年）11月22日、就航。1946年（昭和21年）4月30日、デッキハウスを造設し車載客船化。1964年（昭和39年）11月30日、終航。1965年（昭和40年）1月、日綿実業に売却。
- 第九青函丸（浦賀）
1945年（昭和20年）2月15日、竣工。同年2月27日、函館へ回航中に勝浦沖で米潜水艦を警戒して座礁。一度も営業就航することなく沈没。
- 第十青函丸（浦賀）
1945年（昭和20年）6月1日、就航。同年7月14日、空襲沈没。

航路転属
貨物船
- 新羅丸
元・関釜連絡船。1942年（昭和17年）6月10日、転属就航。1945年（昭和20年）5月25日、触雷沈没。

貨客船
- 亜庭丸
元・稚泊連絡船。1945年（昭和20年）7月23日、転属就航。1945年（昭和20年）8月10日、空襲沈没。

### 1945年8月 - 1947年
戦災による輸送力不足を補うため休止状態の関釜航路・稚泊航路から連絡船を転属させると共に、貨車航送船にも客室（デッキハウス）が造設された。戦争中に着工していた戦時標準船3隻が就航。
航路転属
客船
- 景福丸
元・関釜連絡船。1945年（昭和20年）8月20日、転属就航。1949年（昭和24年）7月30日、終航。1950年（昭和25年）1月25日から1956年（昭和31年）まで、函館桟橋脇で海上ホテルとして営業（運営は鉄道弘済会）。1958年（昭和33年）10月、解体。
- 昌慶丸
元・関釜連絡船。1947年（昭和22年）9月23日、転属就航。1948年（昭和23年）10月10日、終航。洞爺丸事故後、乗組員訓練船として函館港に繋留。

貨物船
- 壱岐丸（第2代目）
元・関釜連絡船。1945年（昭和20年）8月24日、転属就航。1948年（昭和23年）6月5日、終航。1950年（昭和25年）3月1日、国家賠償として朝鮮郵船へ譲渡。

貨客船
- 宗谷丸
元・稚泊連絡船。1945年（昭和20年）11月29日、転属就航。1952年（昭和27年）9月、広島鉄道管理局へ転属。1954年（昭和29年）10月14日 - 12月24日、洞爺丸事故に伴う代替措置として青函航路に再就航。

新製配属
貨車航送船 W型戦時標準船
- 第十一青函丸
1945年（昭和20年）10月9日、就航。1946年（昭和21年）9月、客室を造設し車載客船化。1954年（昭和29年）9月26日、台風沈没。
- 第十二青函丸
1946年（昭和21年）5月15日就航。建造中にデッキハウスを造設し、客載車両渡船として竣工したが、1957年（昭和32年）6月に撤去し、貨車航送船化。1965年（昭和40年）7月2日終航。同年9月10日、三井物産に売却。

貨車航送船 石狩丸型（H型戦時標準船）
- 石狩丸（初代）
1946年（昭和21年）7月23日、就航。デッキハウスを設置した客載車両渡船として竣工したが、1958年（昭和33年）7月に撤去し、貨車航送船化。1965年（昭和40年）9月30日、終航。同年11月27日、三菱商事に売却。

### 1948年 - 1953年
1946年にGHQが建造を許可した車載客船4隻・車両渡船4隻が急ピッチで建造された。設計期間短縮のため戦時標準船の設計を踏襲している。
貨車航送船
石狩丸型
- 十勝丸（初代）
1948年（昭和23年）4月7日、就航。1954年（昭和29年）9月26日、台風沈没。1956年（昭和31年）8月31日、浮揚復航。1970年（昭和45年）3月31日、終航。同年8月28日、佐野安商事に売却。青函航路に最後まで残ったタービン船だった。
- 渡島丸（初代）
1948年（昭和23年）7月26日、就航。1965年（昭和40年）8月31日、終航。同年11月19日、久保忠義に売却。
1950年（昭和25年）9月、洞爺丸と同時に日本の商船初のレーダーを取り付け。

北見丸型
- 北見丸
1948年（昭和23年）2月27日、就航。1954年（昭和29年）9月26日、台風沈没。
- 日高丸（初代）
1948年（昭和23年）10月22日、就航。1954年（昭和29年）9月26日、台風沈没。1956年（昭和31年）4月1日、浮揚復航。1969年（昭和44年）9月20日、終航。1970年（昭和45年）2月18日、共和商会に売却。

車載客船 洞爺丸型
- 洞爺丸
1947年（昭和22年）11月21日、就航。1954年（昭和29年）9月26日、台風沈没。
- 羊蹄丸（初代）
1948年（昭和23年）5月1日、就航。1965年（昭和40年）6月20日、終航。同年10月21日、三菱商事に売却。
- 摩周丸（初代）
1948年（昭和23年）8月27日、就航。1964年（昭和39年）10月26日、終航。1966年（昭和41年）1月25日、久保忠義に売却。
- 大雪丸（初代）
1948年（昭和23年）11月27日、就航。1964年（昭和39年）8月31日、終航。1966年（昭和41年）2月9日、三洋商事を通じてギリシャに売却されカーフェリーに改造。1991年（平成3年）12月6日、アドリア海で沈没。

### 1954年 - 1960年
1954年（昭和29年）の洞爺丸事故で喪失した3隻の代船が建造された。船尾扉を設けるなど事故を教訓に設計が改められている。以降の新造船は全てディーゼル船。

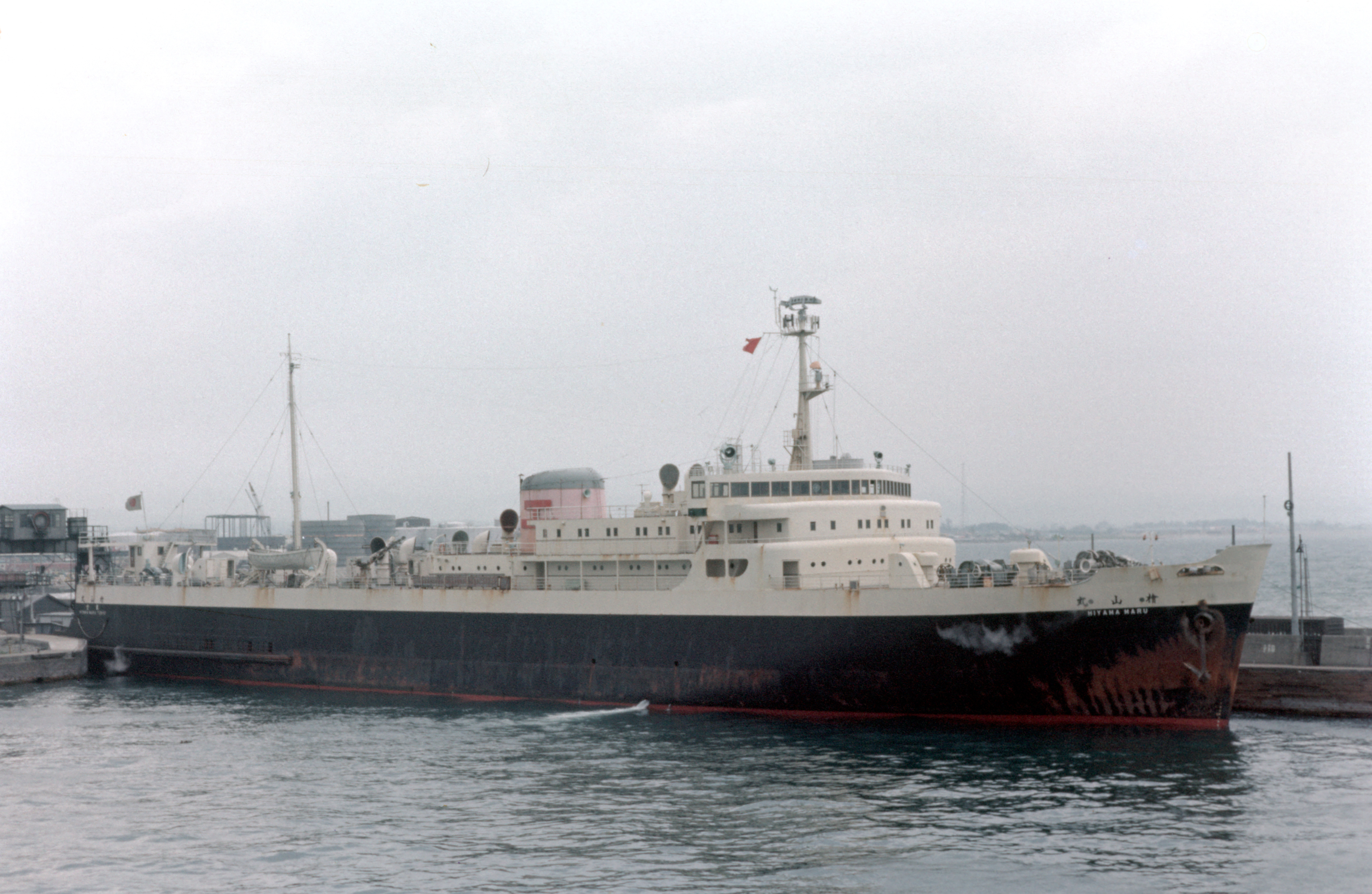
青函航路初のディーゼル船である「初代檜山丸」（1955年就航）。本船には船尾扉は装備されておらず、車両甲板船尾両舷に多数の排水口が設けられた。

航路転属
客船
- 徳寿丸（客船）
元・関釜連絡船。1954年（昭和29年）10月1日、洞爺丸の代船として転属し、旅客便に限定就航。1957年（昭和）8月31日、終航。青函航路撤退後下関に係留。1961年（昭和34年）6月16日、老朽船として三井商事に売却・解体。

新製配属
貨車航送船 檜山丸型
- 檜山丸（初代）
1955年（昭和30年）9月就航、1976年7月終航。1977年7月、日商岩井に売却。
1954年（昭和29年）の洞爺丸台風で喪失した船の代船として建造された第1船。青函航路初のディーゼル機関。以後建造船はすべてディーゼル機関。
- 空知丸（初代）
1955年（昭和30年）9月18日、就航。1976年（昭和51年）2月27日、終航。
洞爺丸台風で失った船の代船。

車載客船
- 十和田丸（初代）→石狩丸（2代）（新三菱重工業神戸）
1957年（昭和32年）10月1日、十和田丸（初代）として就航。洞爺丸の代船として活躍し、1966年（昭和41年）10月1日、十和田丸（初代）として終航後、石狩丸（2代）と改称。その後、車両渡船へ改造され1967年（昭和42年）5月6日、再就航。1977年（昭和52年）3月18日、石狩丸（2代）として終航。同年7月21日、共和商会に売却。

### 1961年以降

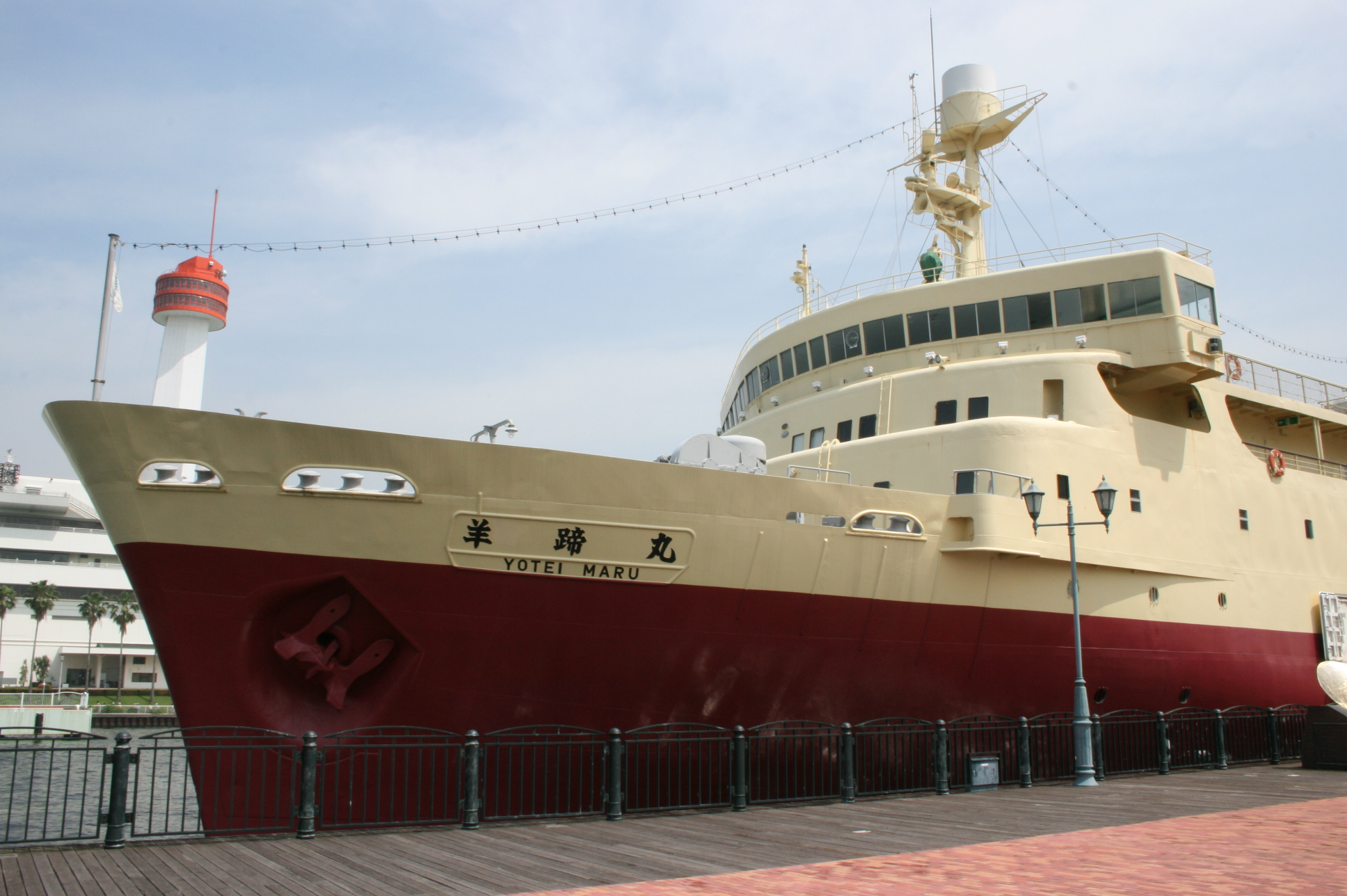
船の科学館で保存されていた「羊蹄丸」（1965年就航）」

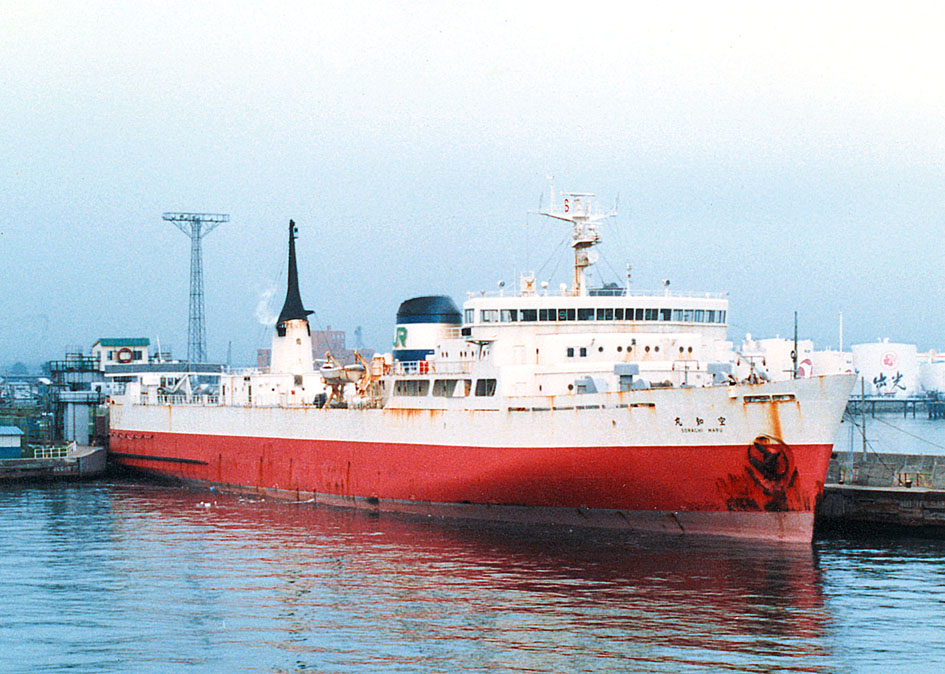
唯一最後まで残った貨車航送船 2代目「空知丸」（1976年就航）

客載車両渡船（客貨船） 津軽丸型
- 津軽丸（2代）（浦賀重工）
1964年5月10日就航。青函航路初の自動化第1船。客船ながら、これまでの貨車航送船よりも多い48両の貨車を積載する大型船。出力が従来船の2倍以上となったほか、低速時に船首を左右に回頭できるバウスラスターやスクリュープロペラのピッチ角度を可変式とした可変ピッチプロペラを採用し、運航時間も在来船の4時間30分から3時間50分に短縮され「海の新幹線」といわれた。以後建造された客貨船はすべて津軽丸型。1982年（昭和57年）3月4日、下り5便で運航終了。同年12月24日、東京の大久保商店（大久保尚志）に売却。1983年（昭和58年）3月25日、北朝鮮に転売。1987年（昭和62年）3月、サウジアラビアの船舶会社に売却され、メッカ巡礼船となったが、1996年（平成8年）、納付金滞納によりエジプト政府に差し押さえられた。1998年（平成10年）5月21日、係留中に火災が発生し、同年12月14日にスエズで解体された。函館桟橋跡地に津軽丸の錨があるが、売却の際に取り外された本物であるという説と、各船の予備錨のひとつであるという説がある。
- 八甲田丸
1964年（昭和39年）8月12日、就航。1988年（昭和63年）3月13日、下り7便（青森側最終便）として運航終了。現在、青森駅北側の旧桟橋に係留され、「メモリアルシップ八甲田丸」として見学可能。自力航行は不可能な「係留船」である。
- 松前丸（2代）
1964年（昭和39年）12月1日、就航。津軽丸と本船は他船と甲板補機などの機器の違いが多かったことが早期に引退となった理由とされる。1982年（昭和57年）11月12日、下り21便で運航終了。1983年（昭和58年）11月、山岸和郎に売却。1984年（昭和59年）、北朝鮮に転売。数年間元山港に係留されていたが解体された。
- 大雪丸（2代）
1965年（昭和40年）5月16日、就航。1988年（昭和63年）1月6日、検査期限により航路廃止よりやや早く終航した（下り171便函館着6時25分）。札幌五輪の聖火輸送船。売却後長崎港でホテルシップ「VICTORIA」として使用されたが、2005年（平成17年）12月20日営業終了。2008年（平成20年）5月2日、中国の船舶会社が買収し、福建省に回航、その後の詳細は不明。
- 摩周丸（2代）
1965年（昭和40年）6月30日、就航。1988年（昭和63年）3月13日、下り5便として運航終了。現在、函館駅近くの「函館市青函連絡船記念館摩周丸」として見学可。八甲田丸と同様、係留船である。
- 羊蹄丸（2代）
1965年（昭和40年）8月5日、就航。1988年（昭和63年）3月13日、上り22便（函館側最終便）として運航終了（青森到着後、夜半に函館に回航）。同年の暫定運航でも使用された。終航後は日本海事科学振興財団が取得。1992年（平成4年）5月にジェノヴァ国際博覧会 日本館パビリオンとして使用後、1996年（平成8年）3月から2011年（平成23年）9月まで東京港に係留されて船の科学館別館「フローティングパビリオン羊蹄丸」として展示公開された。2012年（平成24年）3月に新居浜東港へ回航、一般公開後、解体。
- 十和田丸（2代）
1966年（昭和41年）11月1日、就航。1988年（昭和63年）3月13日、上り20便として運航終了（青森到着後、夜半に函館に回航）。同年の復活運航でも使用された。
「津軽丸」型では最も新しく、1981年（昭和56年）に、横揺れを軽減するフィンスタビライザーが装着された。羊蹄丸などとともに、周遊船として夏期を中心に航路外運航にも活躍した。売却後、1990年（平成2年）3月にクルーズ客船「ジャパニーズドリーム」となり、同年6月には函館及び青森に寄港し、里帰りを果たした。その後、1995年（平成7年）からはフィリピンのマクタン島にホテルシップとして係船されていたが、2008年（平成20年）にバングラデシュで解体された。

貨車航送船 渡島丸型
- 渡島丸（2代）（貨車55両）
1969年（昭和44年）10月1日、就航、1978年（昭和53年）9月30日、終航。1984年（昭和59年）8月、住友商事に売却後、函館どっくで解体。在籍したうちの6年半は使用されずに係船されていた。なお、解体直前に摩周丸火災事故の現場検証で船橋部分の燃焼実験が行われた。
- 日高丸（2代）（貨車55両）
1970年（昭和45年）4月5日、就航。1984年（昭和59年）1月31日、終航。1987年（昭和62年）に売却され、後に韓国で解体。1980年（昭和55年）10月から1982年（昭和57年）3月まで係船。
- 十勝丸（2代）（貨車55両）
1970年（昭和45年）6月30日、就航。1984年1月終航。1987年売却、台湾にて解体。
- 空知丸（2代目） （貨車55両）
1976年（昭和51年）4月5日、就航。空知丸以降に建造された3隻は、渡島丸とは各部の仕様が異なる。1988年（昭和63年）3月12日、終航。
売却後1991年（平成3年）に石狩丸（3代）と同じギリシャの海運会社「ポセイドンライン」に転売された。そこで客室新設改造をされ、地中海航路で活躍したが、その後航路休止にともない2004年（平成16年）以降係船され、韓国の会社へ転売、さらに2006年（平成18年）に係船のまま転売されパナマ船籍となる。2011年（平成23年）、トルコの会社に売却された。2012年（平成24年）1月初旬にイスタンブール近郊のドックに移動。その後、同年7月に解体された。
- 檜山丸（2代）（貨車55両）
1976年（昭和51年）8月5日、就航。1982年（昭和57年）に「津軽丸」型のうち、老朽化が進み、かつ他船との仕様の差異が大きかった「津軽丸」と「松前丸」2隻が廃船となり、その代替として石狩丸とともに客載車両渡船に改造され、同年10月1日に再就航。1988年3月13日。終航。売却後改造工事を経て1989年から「少年の船協会21世紀号」となり、青少年研修船として短期間使用されたが、その後シンガポールを経てインドネシアへ転売された。フェリーとして運航されていたが、2009年（平成21年）5月31日、出火炎上し沈没した。
- 石狩丸（3代）（貨車55両）
1977年（昭和52年）5月6日、就航。1981年（昭和56年）12月31日、終航。1982年（昭和57年）に「檜山丸」とともに客載車両渡船に改造され、同年3月31日から再就航。「石狩丸」「檜山丸」はグリーン船室・寝台・食堂がなく、旅客定員も650名と少ないため、旅客設備の完備した定員1286名の津軽丸型で運航される乙系統に25分先行し、乗用車航送ができる甲系統に限定されていた。1988年（昭和63年）3月13日、終航。同年11月、酒本商事に売却後、香港、キプロスを経てギリシャへ転売され、空知丸と同じ地中海航路で活躍した。その後も2005年まで現役で活躍したが、2006年にインドで解体された。

## 支援船舶

### 補助汽船

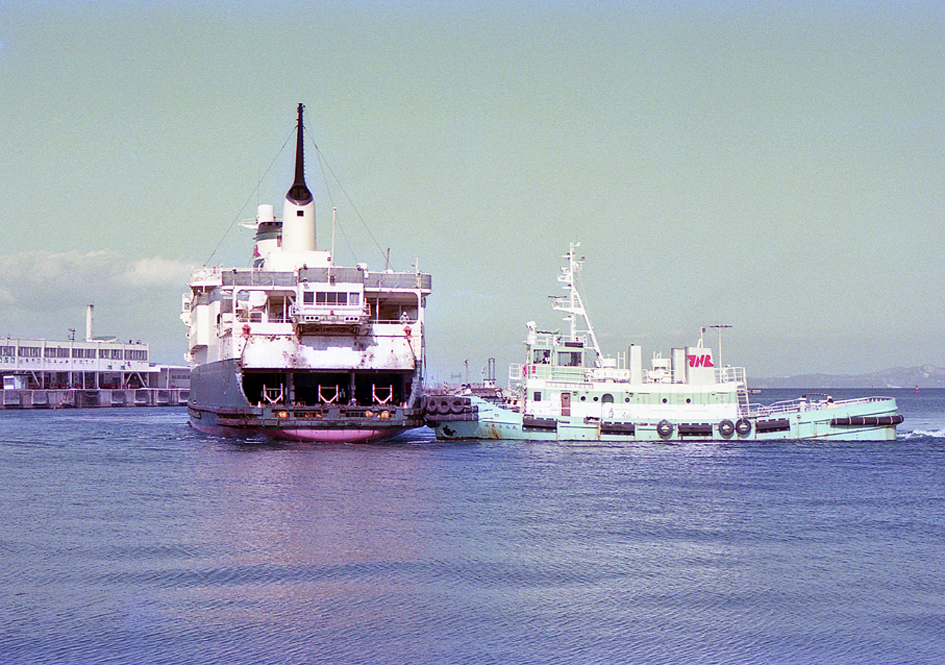
補助汽船ふくうら丸

タグボートとして連絡船の離着岸時に船体の曳き出し・推進作業を行うほか、錨地停泊中の連絡船への交代乗員の送迎、航路標識整備、港内清掃などに従事した。
しかし1908年3月の比羅夫丸型による青函連絡船開設から、1925年8月の翔鳳丸型による車両航送開始までの時期は、当初は両港とも連絡船は沖荷役で、客貨とも小蒸気船またはそれに曳航されたハシケで運んでおり、時代が下がるとともに桟橋が整備され、それに伴う離着岸補助作業が発生した。この時期は補助汽船とは呼ばず小蒸気船と呼ばれ、巨船を押す作業はなかった。
1925年の翔鳳丸型による車両航送開始以降は、補助汽船には風圧面積の大きい全長100m以上の車載客船を迅速に離着岸させる能力が求められ、出力400馬力級の双暗車船（2軸船）茂浦丸、七重丸、尾花丸が新造され、洛東丸を釜山から転属させた。日中戦争勃発前後からの増便に対しては1938年 豊浦丸を釜山から転属させ、太平洋戦争開戦後の急激な増便に対しては、700馬力級の第五鐵榮丸、第六鐵榮丸、第八鐵榮丸の3隻が配属された。戦後は1947年から1948年にかけ、第九鐵榮丸、第十鐵榮丸ならびに、プロペラに固定コルトノズルを装着して推力を増強した えさし丸型4隻が新造配属された。
連絡船の離着岸作業は狭い水域での作業のため、国鉄では早くも1936年に操縦性能の高いフォイトシュナイダープロペラ装備の補助汽船を関釜航路に投入していたが、青函航路への投入は1954年7月転属の第四鐵榮丸からであった。その後1967年4月から可変ピッチプロペラ・コルトノズルラダーを装備し、出力も1620馬力に倍増された えさん丸型4隻が就航し、第三鐵榮丸、第四鐵榮丸以外の補助汽船は引退した。1978年5月からダックペラ装備の2000馬力の ひうら丸型2隻が投入され、第三鐵榮丸、第四鐵榮丸も引退した。
- 玄洋丸 - 傭船 - 木造船 - 56総トン。1908年3月 - 6月青森港に配備[184][185]。
- 祝丸- 傭船 - 木造船 - 14総トン。1908年5月 - 6月青森港に配備[186][185]。
- 青森丸- 木造船、17.00総トン・全長13.14ｍ・幅3.05ｍ・深さ1.64ｍ・乗組員6名・旅客42名・速力7.60ノット・二連成レシプロ1・50.0馬力。1908年5月進水、横浜船渠建造。青函航路初の新造補助汽船として1908年5月青森港に配備、1916年5月函館港へ転属、1939年5月係船、1940年7月戸畑港へ転属。津輕丸とともに1・2等乗客の岸壁から船までの連絡輸送も実施[187][184]。
- 津輕丸 - 木造船、37.49総トン・全長18.04ｍ・幅3.86ｍ・深さ1.96ｍ・乗組員10名・旅客31名・速力8.00ノット・二連成レシプロ1・出力不明。1908年4月進水、横浜船渠建造。6月に青森港に配属、1924年11月には「合浦丸」に改名、1926年6月稚内港へ転属、1929年7月売却[187]。
- 辨天丸 - 木造船、 18総トン[186]。室蘭港から1908年11月函館港へ配属、1915年4月室蘭港へ転属[188]。
- 牛若丸 - 木造船、34.30総トン・全長17.82ｍ・幅3.86m・深さ1.95ｍ・乗組員7名・旅客44名・速力8.60ノット・二連成レシプロ1・出力106.0馬力。1910年7月進水、石川島造船所建造。8月函館港に配属、1923年8月 稚内港へ転属の後1932年8月 函館港へ戻り1951年9月売却[187]。
- 湯島丸 - 木造船、36.54総トン・全長18.29ｍ・幅3.96ｍ・深さ2.03ｍ・乗組員8名・旅客119名・速力8.46ノット・二連成レシプロ1・出力137.0馬力。1913年6月進水、三原万之助建造。7月青森港配属、1923年4月稚内港、1925年5月函館港、1944年3月室蘭港、1946年4月函館港へ転属の後1951年9月売却[187]。
- 静丸 - 木造船、41.44総トン・全長18.80ｍ・幅4.09ｍ・深さ2.03ｍ・乗組員8名・旅客129名・速力9.00ノット・二連成レシプロ1・出力205.0馬力。1913年9月進水、範多竜太郎建造。11月函館港配属、1923年3月青森港転属、1949年7月係船の後1951年9月売却[187]。
- 今若丸 - 木造船、17.00総トン・全長13.72ｍ・幅3.35ｍ・深さ1.68ｍ・乗組員6名・旅客44名・速力7.80ノット・二連成レシプロ1・出力51.0馬力。1915年2月進水、函館船渠建造。函館港配属、1925年8月手宮へ転属[187]、1933年2月公用廃止[189]。
- あさむし - 木造船、7.00総トン・全長10.21ｍ・幅2.45ｍ・深さ1.09ｍ・乗組員4名・旅客11名・速力8.16ノット・ガソリン発動機1・出力不明。1915年3月進水、横浜船渠建造。4月に青森港に配属、1917年6月隅田川港へ転属[187]。
- おとわか - 木造船、7.00総トン・全長10.19ｍ・幅2.50ｍ・深さ1.08ｍ・乗組員4名・旅客20名・速力8.16ノット・ガソリン発動機1・出力不明。1915年3月進水、横浜船渠建造。4月に青森港に配属、1919年8月隅田川港へ転属[187]。
- 橋立丸 - 木造船、48.13総トン・全長22.84ｍ・幅4.17ｍ・深さ2.13ｍ・旅客70名・速力11.00ノット・二連成レシプロ1・出力153.5馬力。1904年10月進水、大阪鉄工所建造。1917年7月宇高より青森へ転属、1920年9月宇高へ転属[190][187][191]。
- 宮島丸 - 木造船、30総トン。1915年4月に下関港から函館港に転属、1916年6月青森港へ転属、1926年12月公用廃止[190][192]。
- 松島丸 - 傭船 - 鋼船、200総トン。車運丸曳航用に1918年3月から5月まで傭船、青森港に配属[190][188]。
- 大島丸 - 傭船 - 鋼船。180総トン。車運丸曳航用に1918年5月 - 10月・1919年4月 - 6月・6月 - 7月・8月 - 12月・1920年3月 - 5月と断続的に傭船し函館港に配属[190][188]。
- 開運丸 - 傭船 - 木造船、29総トン。1920年1月 - 7月・1924年4月 - 7月用船、青森港に配属[190][188]。
- 桜島丸 - 鋼船、135.63総トン・全長28.98ｍ・幅6.24ｍ・深さ3.35ｍ・速力9.90ノット・二連成レシプロ1・出力367.0馬力。1917年11月進水、播磨造船所建造。車運丸曳航用に1920年8月函館港に配属、1928年9月青森港、1932年8月稚内港へ転属[190][187]。
- 細江丸 - 木造船、28.25総トン・全長16.76ｍ・幅3.66ｍ・深さ2.13ｍ・乗組員6名・旅客57名・速力9.00ノット・二連成レシプロ1・出力102.0馬力。1905年6月進水、小野清吉建造。1920年8月下関港から青森港に転属[187]。
- 珠島丸 - 木造船、28.15総トン・全長16.64ｍ・幅3.75ｍ・深さ1.91ｍ・乗組員6名・旅客69名・速力7.75ノット・二連成レシプロ1・出力108.0馬力。1902年10月進水、範多竜太郎建造。1920年9月宇高航路から青森港へ配属、翌年6月敦賀港へ転属[187]。
- 茂浦丸 - 鋼船、81.43総トン・全長20.73ｍ・幅5.49ｍ・深さ2.90ｍ・乗組員12名・旅客11名・速力9.64ノット・三連成レシプロ2・出力384.4馬力。1921年7月進水、函館船渠建造。青森港に配属、1947年11月小樽港へ転属[187]。
- 七重丸 - 鋼船、90.01総トン・全長22.86ｍ・幅5.92ｍ・深さ2.87ｍ・乗組員12名・旅客56名・速力10.66ノット・三連成レシプロ2・出力429.0馬力。1923年2月進水、浅野造船所建造。3月函館港配属、1956年4月係船の後7月売却[187]。
- 尾花丸 - 鋼船、90.01総トン・全長22.86ｍ・幅5.94ｍ・深さ2.90ｍ・乗組員12名・旅客56名・速力10.48ノット・三連成レシプロ2・出力429.2馬力。1923年2月進水、浅野造船所建造。3月函館港配属、1947年9月室蘭港へ転属[187]。
- 大栄丸 - 傭船 - 木造船、31総トン。1923年9月から1924年3月まで傭船、函館港に配属[190][188]。
- 第二竹崎丸- 木造船、28.34総トン・全長17.56ｍ・幅3.93ｍ・深さ2.31ｍ・乗組員6名・旅客54名・速力8.00ノット・二連成レシプロ1・出力100.0馬力。1913年6月進水、松下造船鉄工所建造。釜山港から1924年5月函館港に配属、1932年8月小樽港へ転属。
- 洛東丸 - 鋼船、81.43総トン・全長20.73ｍ・幅5.49ｍ・深さ2.90ｍ・乗組員13名・旅客11名・速力8.85ノット・三連成レシプロ2・出力412.2馬力。1921年7月進水、函館船渠建造。釜山港から1924年5月青森港へ配属、1947年12月小樽港へ転属[190][187]。
- 第三橋立丸 - 鋼船、131.46総トン・全長30.45ｍ・幅5.48ｍ・深さ3.05ｍ・乗組員数不明・旅客479名・速力9.63ノット・三連成レシプロ1・出力290.0馬力。1910年10月進水、浦賀船渠建造。宇高航路から1931年6月に青森港へ転属、1937年9月に宇高航路へ転属[190][187]。
- 豊浦丸 - 鋼船、101.48総トン・全長23.16ｍ・幅6.10ｍ・深さ2.90ｍ・乗組員10名・旅客96名・速力9.55ノット・三連成レシプロ2・出力499.1馬力。1914年5月進水、大阪鉄工所建造。釜山港から1938年3月に青森港へ配属、1954年7月函館港へ転属、1958年3月売却[190][187][180]。
- 第八鐵榮丸 - 鋼船、139.68総トン・全長25.50ｍ・幅6.70ｍ・深さ3.35ｍ・乗組員8名・速力11.70ノット・三連成レシプロ2・出力768.4馬力。1943年2月進水、函館船渠室蘭工場建造。1944年1月函館港に配属、1958年4月室蘭港へ転属[190][193]。
- 第六鐵榮丸 - 鋼船、159.70総トン・全長26.00ｍ・幅7.00ｍ・深さ3.30m・乗組員8名・速力11.70ノット・三連成レシプロ2・出力777.6馬力。1942年7月進水、播磨造船所建造。1944年3月函館港配属、1967年8月係船の後10月売却[190][193]。
- 第五鐵榮丸 - 鋼船、159.70総トン・全長26.00ｍ・幅7.00ｍ・深さ3.30m・乗組員8名・速力11.60ノット・三連成レシプロ2・出力728.7馬力。1942年7月進水、播磨造船所建造。1944年9月函館港配属、1969年1月係船、4月売却[190][193]。
- 建泰丸 - 鋼船、295.78総トン・全長35.50ｍ・幅8.20ｍ・深さ4.85m・乗組員数不明・旅客33名・速力10.00ノット・三連成レシプロ基数不明・出力1000.0馬力。1937年7月進水、上海合興機器造船所建造。1946年3月小荷物専用船から救難船に変更の上函館港配属、8月船舶運営会へ転属[190][193]。
- 利尻丸 - 鋼船、140.28総トン・全長24.48ｍ・幅6.40ｍ・深さ3.05m・乗組員9名・旅客246名・速力9.85ノット・三連成レシプロ2・出力460.3馬力。1924年10月進水、浦賀船渠建造。稚内港から1946年7月小湊港へ配属、1948年10月函館港へ転属、1967年4月係船、8月売却[190][193]。
- 曙丸 - 鋼船、296.00総トン・全長44.57ｍ・幅6.78ｍ・深さ3.54m・乗組員数不明・速力8.00ノット・ディーゼル1・出力800.0馬力。1940年進水、石川島造船所建造。1946年7月 もと日本海軍飛行機救難艇で1946年7月 進駐軍鉄道輸送事務所（RTO）専用船として函館港配属、1947年12月復員局へ転属[190][193][194]。
- 橘丸 - 木造船、123.95総トン・全長23.80ｍ・幅6.30ｍ・深さ2.70m・乗組員10名・速力不明・焼玉1・出力不明。1936年12月進水、周陽造船所建造。下関港から1946年11月函館港配属、港内給水船1955年3月売却[190][193]。
- 第九鐵榮丸 - 鋼船、158.71総トン・全長26.00ｍ・幅7.20ｍ・深さ3.50m・乗組員10名・速力10.50ノット・三連成レシプロ2・出力567.7馬力。1946年12月進水、日本鋼管鶴見工場建造。1947年4月函館港配属、12月青森港へ転属、1967年4月係船、8月売却[190][195]。
- 第十鐵榮丸 - 鋼船、158.88総トン・全長26.00ｍ・幅7.20ｍ・深さ3.50m・乗組員10名・速力10.80ノット・三連成レシプロ2・出力829.6馬力。1947年2月進水、日本鋼管鶴見工場建造。1947年7月青森港配属、1969年3月係船、4月売却[190][195]。
- 満恒丸 - 木造船、87.76総トン・全長26.13ｍ・幅5.51ｍ・深さ2.59m・乗組員8名・速力6.50ノット・三連成レシプロ1・出力327.4馬力。1921年6月進水、藤永田造船所建造。室蘭港から1947年9月函館港配属、1949年7月係船、1951年9月売却[195]。
- えさし丸 - 鋼船、162.14総トン・全長26.00ｍ・幅7.20ｍ・深さ3.50m・乗組員10名・旅客130名・速力11.10ノット・三連成レシプロ2・出力800.0馬力。1947年5月進水、日本鋼管鶴見造船所建造。コルトノズル装備、10月函館港配属、1969年2月係船、7月売却[190][196][197]。
- おいわけ丸 - 鋼船、162.14総トン・全長26.00ｍ・幅7.20ｍ・深さ3.50m・乗組員10名・旅客130名・速力10.55ノット・三連成レシプロ2・出力800.0馬力。1947年8月進水、日本鋼管鶴見造船所建造。コルトノズル装備、12月函館港配属、1969年2月売却、7月売却[190][196][197]。
- かつとし丸（初代） - 鋼船、162.14総トン・全長26.00ｍ・幅7.20ｍ・深さ3.50m・乗組員10名・旅客130名・速力10.61ノット・三連成レシプロ2・出力800.0馬力。1947年9月進水、日本鋼管鶴見造船所建造。コルトノズル装備、1948年1月函館港配属、1968年2月係船、4月売却[190][196][197]。
- しらかみ丸（初代） - 鋼船、162.14総トン・全長26.00ｍ・幅7.20ｍ・深さ3.50m・乗組員10名・旅客130名・速力10.73ノット・三連成レシプロ2・出力800.0馬力。1947年11月進水、日本鋼管鶴見造船所建造。コルトノズル装備、1948年3月青森港配属、1969年1月係船、4月売却[190][196][197]。
- 第十五萬壽丸 - 鋼船、61.13総トン・全長20.84ｍ・幅5.20ｍ・深さ2.60m・乗組員8名・旅客85名・速力10.00ノット・二連成レシプロ1・出力210.0馬力。1942年6月進水、函館船渠建造。室蘭工事区から1948年8月函館港に配属、1958年5月係船、7月売却[190][195]。
- 第四鐵榮丸 - 鋼船、159.70総トン・全長27.00ｍ・幅7.10ｍ・深さ3.37m・乗組員7名・旅客92名・速力12.00ノット・ディーゼル2・出力966.6馬力。1937年10月進水、鶴見製鉄造船建造。フォイトシュナイダープロペラ装備、1938年2月釜山港新造配置から戦後下関港へ転属し1954年7月青森港配属、1961年6月函館港・1967年7月青森港転属、1978年6月売却[198][196][199]。
- 第三鐵榮丸 - 鋼船、159.70総トン・全長27.00ｍ・幅7.10ｍ・深さ3.37m・乗組員7名・旅客82名・速力12.00ノット・ディーゼル2・出力952.8馬力。1937年10月進水、鶴見製鉄造船建造。フォイトシュナイダープロペラ装備、1938年2月下関港新造配置され1956年6月函館港に配属、1978年6月売却[198][196][199]。
- 第七鐵榮丸 - 鋼船、159.70総トン・全長26.00ｍ・幅7.00ｍ・深さ3.30m・乗組員8名・速力11.70ノット・三連成レシプロ2・出力748.2馬力。1942年8月進水、播磨造船所建造。高松港から1958年4月函館港配属、1960年10月戸畑港転属[198][195][199]。
- えさん丸 - 鋼船、183.09総トン・全長23.20ｍ・幅8.00ｍ・深さ3.80m・乗組員6名・旅客75名・速力11.40ノット・ディーゼル2・出力1640.0馬力。1967年4月進水、函館ドック建造。可変ピッチプロペラ・コルトノズルラダー装備、函館港配属、1984年5月売却[200][201]。
- たっぴ丸 - 鋼船、182.81総トン・全長23.20ｍ・幅8.00ｍ・深さ3.80m・乗組員6名・旅客75名・速力12.00ノット・ディーゼル2・出力1640.0馬力。1968年2月進水、函館ドック建造。可変ピッチプロペラ・コルトノズルラダー装備、3月函館港配属、1968年11月青森港へ転属[200][201]、1987年3月係船[202]、1988年11月三重県の若三代海事へ売却[203]。
- かつとし丸（2代）- 鋼船、188.27総トン・全長23.21ｍ・幅8.00m・深さ3.80m・乗組員6名・旅客75名・速力12.10ノット・ディーゼル2・出力1640.0馬力。1968年11月進水、函東工業建造。可変ピッチプロペラ・コルトノズルラダー装備、12月に函館港配属[200][201]、1988年9月まで函館港で暫定復活運航の離着岸作業に従事し[204]、1988年11月、三重県の若三代海事へ売却された[203]。
- しらかみ丸（2代）- 鋼船、180.42総トン・全長23.21ｍ・幅8.00m・深さ3.8m・乗組員6名・旅客75名・速力12.00ノット・ディーゼル2・出力1640馬力。1968年12月進水、日魯造船建造。可変ピッチプロペラ・コルトノズルラダー装備、1969年1月函館港配属[200][201]、1988年11月三重県の若三代海事へ売却[205]。
- ひうら丸 - 鋼船、 235.33総トン・全長30.00ｍ・幅8.40ｍ・深さ3.80ｍ・乗組員5名・旅客定員75名・速力12.00ノット・ディーゼル2・出力2000.0馬力。1978年3月進水、函館ドック建造。ダックペラ装備、6月函館港に配属[201]、1988年8月石狩湾新港管理組合に売却[204]。
- ふくうら丸 - 鋼船、235.22総トン・全長30.00ｍ・幅8.40ｍ・深さ3.80ｍ・乗組員5名・旅客定員75名・速力12.00ノット・ディーゼル2・出力2000.0馬力。1978年3月進水、函館ドック建造。ダックペラ装備、6月青森港に配属[201]、1988年7月に楢崎総合運輸（苫小牧）に売却されたが、1988年9月まで青森で暫定復活運航の離着岸作業に従事した[204]。

### 綱取自動艇

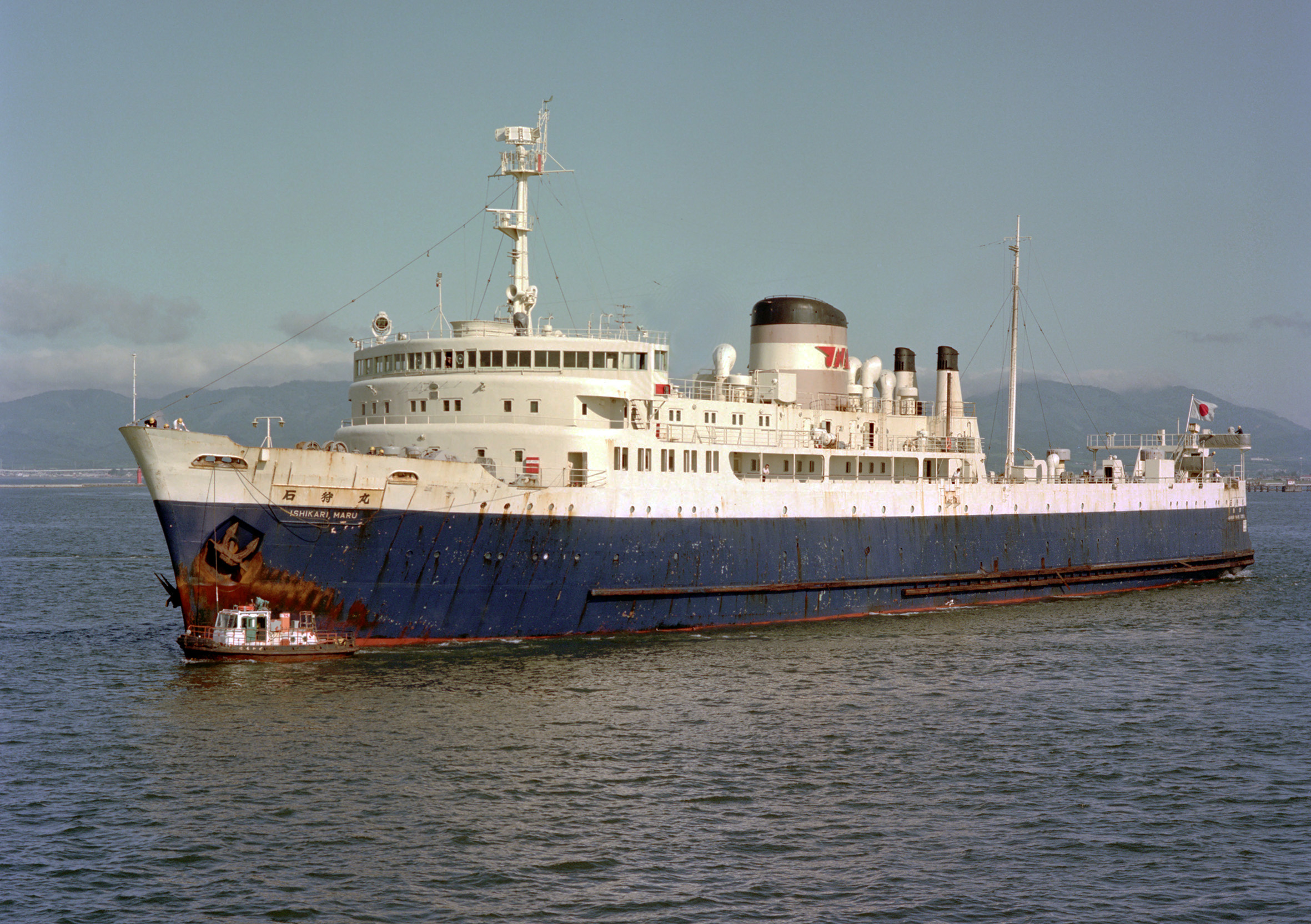
石狩丸 (2代)の船首で作業する綱取自動艇はるかぜ

着岸作業時に係留索を連絡船から岸壁に渡す作業を行う小型艇で、車両航送開始以来長らく手漕ぎの伝馬船が使われて来たが、安全性と能率向上のため、1953年から船底前部にフォイトシュナイダ―プロペラ1基を装備した4隻の綱取自動艇が順次建造され、バウスラスターを持たない十和田丸 (初代)以前の連絡船の入港時に使用された。宇高から転入の しらさぎ は固定ピッチプロペラであった。「自動艇」とは、伝馬船に対する動力艇の意で、自動制御等ではない。
- まつかぜ - 鋼船、 6.18総トン・全長8.00m・幅2.79ｍ・深さ1.20ｍ・乗組定員5名・速力5.50ノット・ディーゼル1・出力50.0馬力。1953年2月進水、浦賀船渠建造。当初函館港に配備、1961年4月青森港転属、1971年4月沈没し引揚げ、9月売却[195][210]。
- うめかぜ - 鋼船、6.98総トン・長さ7.86ｍ・幅2.80m・深さ1.36ｍ・乗組定員5名・速力7.00ノット、ディーゼル1・出力85.0馬力。1956年2月進水、浦賀船渠建造。青森港に配備、1979年2月売却[195][211]。
- たけかぜ - 鋼船、6.98総トン・長さ7.86ｍ・幅2.80m・深さ1.36ｍ・定員2名・速力7.00ノット、ディーゼル1・出力85.0馬力。1956年2月進水、浦賀船渠建造。1956年3月函館港に配備、1979年2月売却[195][212]。
- はるかぜ - 鋼船、7.98総トン・長さ8.16m・幅2.86m・深さ1.41ｍ・乗組定員5名・速力6.90ノット・ディーゼル1・出力100.0馬力。1959年1月進水、三菱造船長崎造船所建造。1959年2月函館港に配備、1979年2月売却[195][210]。なお本艇のフォイトシュナイダープロペラは国産初となる三菱長崎製であった[213]。
- しらさぎ - 木造船、6.08総トン・長さ7.73m・幅2.45m・深さ1.36ｍ・乗組定員5名・速力13.50ノット・ガソリン発動機1・出力95.0馬力。1954年1月四国船渠建造、固定ピッチプロペラであった[209]。宇高航路より転属し1959年11月から函館港、1961年11月から青森港、1962年5月から函館港、1971年6月から青森港に配備、1978年6月廃棄[195]。

### 自動艇
- ともえ - 木造船、4.36総トン・長さ9.14ｍ・幅1.96m・深さ0.94ｍ・乗組定員1名・速力7.00ノット・発動機1・20馬力。1920年7月進水、墨田川造船所建造。1920年8月函館港に配備、1936年11月室蘭港へ転属[195]。
- みゆき ‐ 木造船、9.77総トン・全長11.62ｍ・幅2.62m・深さ1.21ｍ・乗組員3名・乗客26名・速力12.00ノット・発動機1・出力55.0馬力。1936年10月進水、横浜ヨット工作建造。1936年10月函館港に配備、1958年9月広島港へ転属[195]。
- ちどり ‐ 木造船、9.77総トン・全長9.44ｍ・幅1.95ｍ・深さ1.04ｍ・乗組定員1名・速力7.00ノット。発動機1・出力不明、1922年3月進水、墨田川造船所建造。1947年10月RTOから函館港へ配備[195]。
- かもめ ‐ 木造船、4.70総トン・全長8.43ｍ・幅1.93ｍ・深さ0.91ｍ・乗組員1名・乗客12名・速力7.00ノット。発動機1・出力不明、1918年4月進水、高橋新八建造。1947年10月RTOから函館港へ配備[195]。
- みさき ‐ 木造船、8.71総トン・全長11.96ｍ・幅2.39ｍ・深さ1.18ｍ・乗組員3名・乗客13名、速力不明。ディーゼル1・出力90.0馬力。1937年4月進水、泉原造船建造。1960年8月広島港から函館港へ配備、1968年6月広島港へ転属[195]。